# 東山奈央
東山 奈央（とうやま なお、1992年3月11日 - ）は、日本の女性声優、歌手。東京都出身。インテンション所属。レコードレーベルはFlyingDog。

## 経歴
小学校の頃は『おジャ魔女どれみ』や『美少女戦士セーラームーン』が好きだったが、『鋼の錬金術師』に感動して「声で心を動かす」ことに興味を持つ。中学・高校は一貫教育の女子校に通う。中学2年生の時、声優を目指す同級生の友人と台本の掛け合いをするうちに演技の楽しさを感じて声優を志した。両親には大学受験を頑張ることを条件に、声優養成所に通うことを認めてもらう。高校進学と共に日本ナレーション演技研究所研修科に入所し、3年間の研修後、オーディションに合格してアーツビジョンに所属した。学生生活と声優活動を両立させた。
2010年10月に同時に始まった『神のみぞ知るセカイ』の中川かのん役と『STAR DRIVER 輝きのタクト』のスガタメ・タイガー役でテレビアニメデビューを果たす。中川かのん名義ではシングル・アルバムのリリース、ソロコンサート開催など多様な活動を行う。『咲-Saki- 阿知賀編 episode of side-A』などでのヒロイン役を演じ、『異国迷路のクロワーゼ The Animation』では主役の声を担当。音楽ゲーム『太鼓の達人 ちびドラゴンと不思議なオーブ』では、キャラクターのほかに主題歌を担当した。
2014年3月、早稲田大学文化構想学部を卒業した。同年4月1日をもってアーツビジョンを退所し、5月1日付でインテンションに移籍した。
2016年11月17日、個人名義での歌手デビューを発表し、公式サイト・公式Twitter・LINEアカウントを開設した。2017年2月1日、フライングドッグよりデビューシングル「True Destiny / Chain the world」をリリースした。2018年2月3日に日本武道館でファーストライブを開催した。同日、自身のオフィシャルファンクラブの開設を発表し、同日付で始動した。
2019年3月9日、第13回声優アワードで助演女優賞とゲーム賞を受賞した。
2019年、自身のチャリティー活動により、オフィシャルクラブ「虹のわっか」が日本赤十字社の「金色有功章」を受章した。
2020年、声優生活10周年を記念したキャラクターソングアルバムCDを8月5日に発売した。
2021年、第15回声優アワードで「ワルキューレ」として歌唱賞を受賞した。
同年11月22日、以前から非公式に結成していた安野希世乃とのユニット「ぽかぽかイオン」を公式結成し、併せて翌年1月放送のテレビアニメ『スローループ』のOPテーマ「やじるし→」を担当することを発表した。

## 人物

### 声質・特色
『きんいろモザイク』イベント時のインタビューで、父親が帰国子女で小さい頃は父が英語で話して母が日本語で返すというような家庭環境であったと語っている。
声優になるにあたり最も影響を受けた人物として朴璐美の名前を挙げており、朴の代表作である『鋼の錬金術師』のエドワード・エルリック役が女性であることを知り、さらに彼女の演技に惹かれて「私も自分もこんなふうに人の心を動かせたらなぁ…」と思っていたと語る。この『鋼の錬金術師』視聴以前から第一期のOPテーマ「メリッサ」を担当したポルノグラフィティの大ファンでもある。
自身の声を「特徴的じゃない」と評した上で、「色が付いてない方が色々な役に挑戦できる」と前向きに捉えており、「作品のENDロールを見た時に私の名前に気付いて、驚いてもらえるくらい、キャラになりきれる役者になりたい」と語っている。
もともと歌うことが好きだったが、音痴を克服するため中学・高校は合唱部に所属していた。コーラスはアルトパート担当で、自己主張せず控えめに歌うことに慣れていたため、歌手としてソロで歌うことには難しさがあったという。
ジャズダンスやヒップホップを10年ほど続けてきたのでダンスは得意で、イベントなどで楽曲を披露する際にはその振り付けを考えることも多い。ワルキューレのダンス練習では、他のメンバーにアドバイスできるよう、多忙にもかかわらずいち早く振り付けを覚えて来るという。

### 性格・エピソード
高校までの身長は149 cmだったが、大学に入ってから3 cm伸びて、2011年時点では152 cm。
性格は本人曰く「小心者で隠れ人見知り」。座右の銘は『結果の出ない努力はただの言い訳』。愛称の「奈央ぼう」は、小学生時代に坊やの様に小柄であったことから、「とーやまん」は、中学2年の頃に付けられたあだ名「ちびっこヒーローとーやまん」にそれぞれ由来する。趣味・特技として歌唱・ダンス・エレクトーンが挙げられている。生卵を割ることすらままならない程料理は苦手だが、肉まんをレンジで暖めることについては自信を持っている。好きな色はベージュ系。自然で素朴な色やファッションを好む。
恋愛面では夢見がちかつ乙女チックな部分があり、シチュエーションなどの妄想力が豊かで鷲崎健から「歩く別マ」と称されている。
山崎はるかとは、同じ養成所・同じ事務所・同期・同じ年齢と多くの共通点があり、親友と認め合う間柄である。また、日ナレで同じクラスだった早見沙織、内田真礼とも親交が深い。特に早見とは養成所卒業後も共演する機会が多く、お互いに「さおさん」「奈央ちゃん」と呼び合う関係である。
きんいろモザイクの声優ユニット「Rhodanthe*」のメンバーとは同作の共演を通して公私ともに親交が深くなり、放送終了後や続編決定後も度々顔を合わせている。同アニメのイベントでは元々小心者であることに加え、周囲の期待に応えようと自分ができる以上のことをやろうとしてしまうと自分を評し、時には終了後に倒れこんでしまうほどイベントを苦手に思うことがあったが、Rhodanthe*として活動していくうちに苦手意識も克服され、Rhodanthe*が自分に居場所をくれたとまで語っている。
アニメ『神のみぞ知るセカイ』中川かのんとして「中川かのん starring 東山奈央 2nd コンサート2014 Ribbon Illusion」で、ピアノの弾き語りを披露する。その楽曲を作曲者へ依頼する際、製作委員会側は難易度を下げないよう重ねて依頼していた。完成した楽曲は、作曲者自身も弾くだけで困難を極め、難易度を数値化すると100に対し100でありこれ以上は上げられないレベルと語る。また、東山本人が弾けない場合は制作し直す旨を念押しし製作側の担当者に渡している。その後、何か月たっても返事が来ないまま約1年が経過した頃、東山本人が弾けたと連絡を受け驚く。その後、完成度をあげる為に東山は再度練習の日々だったと語る。
デビュー前に、アニメ『たまゆら』のオーディションを受けるが、その時は声がかからなかったものの、続編で登場したキャラクターに採用されたことを劇場版パンフレットのインタビューで語った。
2022年3月11日、30歳の誕生日に井上喜久子からの誘いを受けて17歳教に入信し、「17歳」になった。
一人っ子である。

## 出演
太字はメインキャラクター。

### テレビアニメ
2010年
- STAR DRIVER 輝きのタクト（スガタメ・タイガー）
- 神のみぞ知るセカイ（2010年 - 2013年、中川かのん / アポロ） - 2シリーズ
- 閃光のナイトレイド

2011年
- よんでますよ、アザゼルさん。（女子高生、通行人）
- アスタロッテのおもちゃ!（イソルド）
- 戦国乙女〜桃色パラドックス〜（娘）
- 青の祓魔師（2011年 - 2024年、ニーちゃん、カリバーン） - 4シリーズ
- 異国迷路のクロワーゼ The Animation（湯音）
- 境界線上のホライゾン（2011年 - 2012年、マルゴット・ナイト） - 2シリーズ
- ラストエグザイル-銀翼のファム-（2011年 - 2012年、フェリシテ）

2012年
- 戦姫絶唱シンフォギア（2012年 - 2015年、寺島詩織、生徒A、母親） - 3シリーズ
- べるぜバブ（幽子）
- パパのいうことを聞きなさい!（ルナフルール）
- 咲-Saki- シリーズ（2012年 - 2014年、新子憧） - 2シリーズ
- エウレカセブンAO（メイヴ・マキャフリイ、アラタ・ミユ、ノア、デモの女）
- AKB0048（2012年 - 2013年、ヴェーラ） - 2シリーズ
- ココロコネクト（円城寺紫乃)
- さくら荘のペットな彼女（女子A、桃子）

2013年
- まおゆう魔王勇者（メイド妹〈農奴妹〉）
- ラブライブ!（2013年 - 2014年、高坂雪穂） - 2シリーズ
- THE UNLIMITED 兵部京介（ユウギリ）
- 俺の彼女と幼なじみが修羅場すぎる（夏川真那）
- はたらく魔王さま！（2013年 - 2023年、佐々木千穂） - 3シリーズ
- やはり俺の青春ラブコメはまちがっている。（2013年 - 2020年、由比ヶ浜結衣） -3シリーズ
- 銀河機攻隊 マジェスティックプリンス（山田ペコ、ジェーン）
- たまゆら〜もあぐれっしぶ〜 （ともちゃん）
- きんいろモザイク（2013年 - 2015年、九条カレン） - 2シリーズ
- 幻影ヲ駆ケル太陽（メルティナ・メルヴィス）
- 蒼き鋼のアルペジオ -アルス・ノヴァ-（八月一日静）
- ガリレイドンナ（カレン）

2014年
- ロボットガールズZ（ダブラスM2）
- ノブナガ・ザ・フール（ヒミコ）
- 魔法戦争（相羽六、マホコ）
- ニセコイ（2014年 - 2015年、桐崎千棘 / 幼い千棘） - 2シリーズ
- ノラガミ（少女）
- のうりん（中沢工）
- 犬神さんと猫山さん（猫山鈴）
- グラスリップ（深水陽菜）
- さばげぶっ!（豪徳寺かよ）
- 魔法科高校の劣等生（2014年 - 2024年、ピクシー） - 3シリーズ
- クロスアンジュ 天使と竜の輪舞（2014年 - 2015年、シルヴィア・斑鳩・ミスルギ、オリビエ）
- 愛・天地無用!（川流もも）
- ガールフレンド（仮）（相楽エミ）
- トリニティセブン（リーゼロッテ＝シャルロック）
- 棺姫のチャイカ AVENGING BATTLE（ウルスラ・タトラ12）
- ヤマノススメ シリーズ（2014年 - 2022年、黒崎ほのか） - 3シリーズ

2015年
- みりたり!（ルトガルニコフ中尉）
- 艦隊これくしょん -艦これ-（金剛、比叡、榛名、霧島、高雄、愛宕）
- アイドルマスター シンデレラガールズ（川島瑞樹） - 2シリーズ
- Go!プリンセスプリキュア（2015年 - 2016年、パフ、狩野さやか）
- GATE 自衛隊 彼の地にて、斯く戦えり（2015年 - 2016年、レレイ・ラ・レレーナ） - 2シリーズ
- 空戦魔導士候補生の教官（レクティ・アイゼナッハ）
- 学戦都市アスタリスク（2015年 - 2016年、クローディア・エンフィールド） - 2シリーズ
- 落第騎士の英雄譚（黒鉄珠雫）

2016年
- ラクエンロジック（ヴィーナス）
- NARUTO -ナルト- 疾風伝（うちはサスケ〈乳児期・幼児期〉）
- マクロスΔ（レイナ・プラウラー）
- 少年アシベ GO! GO! ゴマちゃん（2016年 - 2019年、ゴマちゃん、阿南スガオ、ナレーション） - 4シリーズ
- ばくおん!!（鈴乃木凜）
- 田中くんはいつもけだるげ（早夜）
- レガリア The Three Sacred Stars（ケイ・ティエスト）
- この美術部には問題がある!（伊万莉まりあ）
- 魔法少女育成計画（2016年 - 、スノーホワイト / 姫河小雪） - 2シリーズ
- 響け!ユーフォニアム（2016年 - 2024年、傘木希美） - 2シリーズ
- ろんぐらいだぁす!（倉田亜美）
- 終末のイゼッタ（ロッテ）

2017年
- アイドル事変（光武リイナ）
- GRANBLUE FANTASY The Animation（2017年 - 2019年、ルリア） - 2シリーズ
- 月がきれい（園田涼子）
- デジモンユニバース アプリモンスターズ（ソウタ）
- アイドルマスター シンデレラガールズ劇場（2017年 - 2019年、川島瑞樹） - 4シリーズ
- バトルガール ハイスクール（天野望）
- ようこそ実力至上主義の教室へ（2017年 - 2024年、一之瀬帆波） - 3シリーズ
- 異世界食堂（2017年 - 2021年、イリス、ヒルダ） - 2シリーズ
- 18if（神崎ユリナ）
- BORUTO-ボルト- NARUTO NEXT GENERATIONS（2017年 - 2022年、蛇苺、うちはサスケ〈幼少期〉）

2018年
- ゆるキャン△（2018年 - 2024年、志摩リン） - 3シリーズ
- BEATLESS（レイシア） - 2シリーズ
- オーバーロードII（ヴィクティム）
- かくりよの宿飯（2018年 - 2025年、津場木葵） - 2シリーズ
- 重神機パンドーラ（クロエ・ラウ）
- デビルズライン（天城那々子）
- あかねさす少女（みあ シルバーストーン）
- 色づく世界の明日から（川合胡桃）
- おとなの防具屋さん（2018年 - 2021年、リリエッタ / ロリエッタ） - 2シリーズ
- 青春ブタ野郎シリーズ（2018年 - 2025年、古賀朋絵） - 2シリーズ
- おじゃる丸（少女）
- ゴブリンスレイヤー（2018年 - 2023年、妖精弓手） - 2シリーズ
- 叛逆性ミリオンアーサー（2018年 - 2019年、クーピー） - 2シリーズ
- ラディアン（2018年 - 2019年、ミス・メルバ） - 2シリーズ

2019年
- 荒野のコトブキ飛行隊（リリコ）
- ポプテピピック TVスペシャル 玄武ver.（ピピ美〈第13話Aパート〉）
- キャロル&チューズデイ（ケイティ・キムラ）
- 名探偵コナン（伊部遥）
- 胡蝶綺 〜若き信長〜（お市、織田信勝〈勘十郎〉）
- しまじろうのわお!（うるる）
- ダンベル何キロ持てる?（ジーナ・ボイド）
- Z/X Code reunion（獅子島・L・七尾）
- 歌舞伎町シャーロック（2019年 - 2020年、メアリ・モーンスタン）
- 魔入りました!入間くん（2019年 - 2023年、くろむ / クロケル・ケロリ） - 3シリーズ
- この音とまれ!（堂島晶）
- どるふろ（2019年 - 2020年、カリーナ） - 2シリーズ
- 俺を好きなのはお前だけかよ（ツバキ〈洋木茅春〉）

2020年
- 恋する小惑星（桜井美景）
- へやキャン△（志摩リン）
- ＜Infinite Dendrogram＞-インフィニット・デンドログラム-（迅羽）
- グレイプニル（青木紅愛）
- おしりたんてい（ケロリーヌ）
- 彼女、お借りします（2020年 - 2025年、更科瑠夏） - 4シリーズ
- Re:ゼロから始める異世界生活（ダフネ）
- ぐらぶるっ!（ルリア）
- 憂国のモリアーティ（ルイス・ジェームズ・モリアーティ〈幼少期・少年〉）

2021年
- 蜘蛛ですが、なにか?（カルナティア・セリ・アナバルド / 大島叶多）
- 新幹線変形ロボ シンカリオンZ（2021年 - 2022年、安城ナガラ）
- ピーチボーイリバーサイド（ミコト）
- ぼくたちのリメイク（河瀬川英子）
- 精霊幻想記（2021年 - 2024年、リーゼロッテ＝クレティア） - 2シリーズ
- 白い砂のアクアトープ（米倉マリナ）
- 真の仲間じゃないと勇者のパーティーを追い出されたので、辺境でスローライフすることにしました（2021年 - 2024年、メグリア） - 2シリーズ

2022年
- 鬼滅の刃（2022年 - 2024年、須磨） - 2シリーズ
- スローループ（吉永虹）
- ドールズフロントライン（カリーナ）
- 天才王子の赤字国家再生術（ロウェルミナ・アースワルド〈ロワ〉）
- プリンセスコネクト!Re:Dive Season 2（ヒヨリ）
- ヒロインたるもの!〜嫌われヒロインと内緒のお仕事〜（高見沢アリサ）
- ドラえもん（テレビ朝日版第2期）（フー子）
- カッコウの許嫁（2022年 - 2025年、瀬川ひろ） - 2シリーズ
- ラブライブ!虹ヶ咲学園スクールアイドル同好会
- 神クズ☆アイドル（最上アサヒ）
- ハナビちゃんは遅れがち（堀江タコスロ墨）
- 「艦これ」いつかあの海で（2022年 - 2023年、ナレーション、金剛、榛名）

2023年
- スパイ教室（ジビア） - 2シリーズ
- 便利屋斎藤さん、異世界に行く（ラファンパン）
- ヴィンランド・サガ（ロタ）
- 異世界でチート能力を手にした俺は、現実世界をも無双する〜レベルアップは人生を変えた〜（ナイト）
- アイドルマスター シンデレラガールズ U149（川島瑞樹）
- BLEACH 千年血戦篇（2023年 - 2024年、ジゼル・ジュエル） - 2シリーズ
- 英雄教室（ソフィ）
- うちの会社の小さい先輩の話（鮎川星〈配信者〉）
- SHY（2023年 - 2024年、小石川惟子） - 2シリーズ
- ポーション頼みで生き延びます!（セレスティーヌ）
- ティアムーン帝国物語〜断頭台から始まる、姫の転生逆転ストーリー〜（ラフィーナ・オルカ・ヴェールガ）
- 鴨乃橋ロンの禁断推理（2023年 - 2024年、卯咲もふ） - 2シリーズ

2024年
- 休日のわるものさん（山野さん）
- ゆびさきと恋々（中園エマ）
- 愚かな天使は悪魔と踊る（棚橋夕香）
- 終末トレインどこへいく?（中富葉香）
- じいさんばあさん若返る（斎藤詩織）
- 魔王学院の不適合者 II 〜史上最強の魔王の始祖、転生して子孫たちの学校へ通う〜（アルカナ）
- 声優ラジオのウラオモテ（柚日咲めくる）
- 夜のクラゲは泳げない（亜璃恵瑠）
- ささやくように恋を唄う（天沢キョウ）
- かつて魔法少女と悪は敵対していた。（スピカ）
- グレンダイザーU（牧葉ヒカル）
- 合コンに行ったら女がいなかった話（琥珀）
- 星降る王国のニナ（ムフルム）
- 結婚するって、本当ですか（クラウディア）
- 七つの大罪 黙示録の四騎士（ローズバンク）
- 妖怪学校の先生はじめました!（狸塚ビーンズ）

2025年
- SAKAMOTO DAYS（坂本葵） - 2シリーズ
- 異修羅（黒曜リナリス）
- Sランクモンスターの《ベヒーモス》だけど、猫と間違われてエルフ娘の騎士として暮らしてます（マリエッタ）
- いずれ最強の錬金術師?（マリア）
- 想星のアクエリオン Myth of Emotions（ハイダ）
- ユア・フォルマ（ビガ）
- 片田舎のおっさん、剣聖になる（アリューシア・シトラス）
- 阿波連さんははかれない season2（玉那覇りく）
- 前橋ウィッチーズ（三葉凛子）
- 未ル わたしのみらい（ミホ）
- ある魔女が死ぬまで（セレナ）
- mono（志摩リン）
- ロックは淑女の嗜みでして（高柳弥生）
- 地獄先生ぬ〜べ〜 (2025)（中島法子）
- コウペンちゃん（みずいろのコウペンちゃん）
- うたごえはミルフィーユ（仙石喜歌）
- 機械じかけのマリー（マリー）

### 劇場アニメ
2011年
- 鋼の錬金術師 嘆きの丘の聖なる星（カリナ）

2012年
- 映画 スマイルプリキュア! 絵本の中はみんなチグハグ!（犬）
- 花の詩女 ゴティックメード
- 青の祓魔師 ―劇場版―（ニーちゃん）

2013年
- スタードライバー THE MOVIE（スガタメ・タイガー）

2015年
- 劇場版 蒼き鋼のアルペジオ -アルス・ノヴァ-（八月一日静） - 2作品
- 映画 プリキュアオールスターズ 春のカーニバル♪（パフ）
- ラブライブ!The School Idol Movie（高坂雪穂）
- 映画 Go!プリンセスプリキュア Go!Go!!豪華3本立て!!!（パフ）

2016年
- 映画 プリキュアオールスターズ みんなで歌う♪奇跡の魔法!（パフ）
- 劇場版マジェスティックプリンス 覚醒の遺伝子（山田ペコ）
- 劇場版 艦これ（金剛、鳥海、比叡、榛名、霧島、高雄、愛宕、綾波、敷波）
- 好きになるその瞬間を。〜告白実行委員会〜（高見沢アリサ）

2017年
- 劇場版 トリニティセブンシリーズ（2017年 - 2019年、リーゼロッテ＝シャルロック） - 2作品
- 響け！ユーフォニアムシリーズ（2017年 - 2023年、傘木希美） - 3作品
- 映画 プリキュアドリームスターズ!（パフ、狩野さやか）
- 映画ドラえもん のび太の南極カチコチ大冒険（ユカタン）
- Petit☆ドリームスターズ!レッツ・ラ・クッキン?ショータイム!（パフ）
- くまのがっこう パティシエ・ジャッキーとおひさまのスイーツ（ミンディ）

2018年
- 劇場版マクロスΔ 激情のワルキューレ（レイナ・プラウラー）
- 映画 妖怪ウォッチ FOREVER FRIENDS（有星タエ）

2019年
- バースデー・ワンダーランド（ピポ）
- 青春ブタ野郎シリーズ（2019年 - 2023年、古賀朋絵） - 3作品

2020年
- モンスターストライク THE MOVIE ルシファー 絶望の夜明け（レビィ）

2021年
- 劇場版 きんいろモザイク Thank You!!（九条カレン）
- 劇場版マクロスΔ 絶対LIVE!!!!!!（レイナ・プラウラー、闇レイナ）
- フラ・フラダンス（日羽〈子供〉）

2022年
- 映画 ゆるキャン△（志摩リン）

2024年
- 大室家（三輪藍） - 2作品

2025年
- たべっ子どうぶつ THE MOVIE（きりんちゃん）

### OVA
2010年
- ひよ恋（美沙） - 夏ドキッ★りぼんっ子パーティー55上映作品

2011年
- 神のみぞ知るセカイ 4人とアイドル（中川かのん）

2012年
- いじめ（君島文香） - ちゃお 2012年3月号付録
- コードギアス 亡国のアキト（クロエ・ウィンケル）

2013年
- 暗殺教室（潮田渚） - ジャンプスーパーアニメツアー2013上映作品
- 侵略!!イカ娘（少女） - コミックス第14巻オリジナルアニメDVD付限定版
- マジカル☆スター かのん100%（中川かのん） - コミックス第22巻DVD付き特別版に収録

2014年
- 絶滅危愚少女 Amazing Twins（アヤ）
- ニセコイ（桐崎千棘）

2015年
- たまゆら〜卒業写真〜（ともちゃん）
- ヤマノススメ セカンドシーズン（黒崎ほのか） - Blu-ray/DVD第7巻TV未放送オリジナルエピソード

2016年
- きんいろモザイク Pretty Days（九条カレン）
- ストライク・ザ・ブラッド（2016年 - 2022年、江口結瞳） - 4シリーズ

2017年
- 東方Project二次創作同人アニメ「秘封活動記録 -祝-」（東風谷早苗）

2019年
- ガールズ&パンツァー 最終章（エクレール）

2020年
- ゴブリンスレイヤー -GOBLIN'S CROWN-（妖精弓手）
- ゆるキャン△スペシャルエピソード（志摩リン） - へやキャン△ BD / DVD特典映像
- 俺を好きなのはお前だけかよ〜俺たちのゲームセット〜（ツバキ〈洋木茅春〉）

2021年
- Fate/Grand Carnival（茨木童子）

2023年
- ラブライブ!虹ヶ咲学園スクールアイドル同好会 NEXT SKY（アイラ）

2024年
- コードギアス 奪還のロゼ（キャサリン・サバスラ）

### Webアニメ
2011年
- 武装中学生（瀬波ヒカリ）

2016年
- 佐賀県を巡るアニメーション「約束の器 有田の初恋」「冬の誓い 夏の祭り 武雄の大楠」（山口凛子）

2017年
- たまぽんず（美尋）
- エウレカセブンAO「ロード・ドント・スロー・ミー・ダウン」（メイヴ）
- バイブリーアニメーションスタジオ プロモーションムービー（ボブちゃん）
- アイドルマスター シンデレラガールズ劇場 火曜シンデレラシアター / Extra Stage（2017年 - 2021年、川島瑞樹） - 2シリーズ

2018年
- モンスターストライク（レビィ）

2019年
- 愛姫 MEGOHIME（2019年 - 2021年、愛姫 MEGOHIME / 田村愛）
- 7SEEDS（2019年 - 2020年、岩清水ナツ） - 2シリーズ
- 斉木楠雄のΨ難 Ψ始動編（鈴宮陽衣）

2020年
- なぜなにデンドログラム（迅羽）
- 彼女、お借りします ぷち（2020年 - 2023年、更科瑠夏）

2021年
- どるふろ -癒し篇2-（カリーナ）
- 天才王子の赤字国家再生術 ショートドラマ（2021年 - 2022年、ロウェルミナ・アースワルド〈ロワ〉）

2022年
- ミコノート 第"0"話 -前日譚-（カグラ）
- ポンコツクエスト〜魔王と派遣の魔物たち〜（スミ）
- カッコウのいいかげん！（瀬川ひろ）
- BASTARD!! -暗黒の破壊神-（2022年 - 2023年、シーラ・トェル・メタ＝リカーナ） - 2シリーズ
- はたらく魔王さま!! ちいちゃい!魔王さま!!（2022年 - 2023年、佐々木千穂）
- CINDERELLA GIRLS 10th Anniversary Celebration Animation ETERNITY MEMORIES（川島瑞樹）

2024年
- セリア先生のどきどきインタビュールーム（リーゼロッテ＝クレティア）
- リーゼロッテのわくわくまじかる商会（リーゼロッテ＝クレティア）

### ゲーム
2010年
- 剣と魔法と学園モノ。2G（ヴォローネ）
- ぱすてるチャイムContinue（高橋なの）
- 武装神姫 BATTLE RONDO（スプーン型MMS メリエンダ）

2011年
- STAR DRIVER 輝きのタクト 銀河美少年伝説（スガタメ・タイガー）

2012年
- アイドルマスター シンデレラガールズ（2012年 - 2024年、川島瑞樹） - 3作品
- FAIRY TAIL ゼレフ覚醒（謎の少女〈イーリス〉）
- 太鼓の達人 ちびドラゴンと不思議なオーブ（ソプラノ姫、ラルコ、リヴァ）
- UNDER NIGHT IN-BIRTH（2012年 - 2024年、バティスタ） - 5作品
- 君と一緒に2（小早川佐奈）
- 桃色大戦ぱいろん（椿ゆに、クロノス・クロニカ）

2013年
- エンゲージナイツ 〜新約英雄大戦〜（ノストラダムス、ジャンヌ・ダルク）
- 俺に働けって言われても 乙（リリウム・マクラツム）
- ガールフレンド（仮）（2013年 - 2024年、相楽エミ）
- 限界凸騎 モンスターモンピース（レイハーネフ）
- 艦隊これくしょん -艦これ-（2013年 - 2024年、金剛、比叡、榛名、霧島、高雄、愛宕、摩耶、鳥海、綾波、敷波、Jervis） - 3作品
- 境界線上のホライゾン PORTABLE（マルゴット・ナイト）
- グラナド・エスパダ（シエラ・ローズ）
- 幻獣姫（メイヴ）
- 咲-Saki- 阿知賀編 episode of side-A Portable（新子憧）
- やはりゲームでも俺の青春ラブコメはまちがっている。（2013年 - 2023年、由比ヶ浜結衣） - 3作品
- 神撃のバハムート（メルヴィ）
- スナイパイ72（ミウ）
- フェアリーフェンサー エフ（ハーラー）
- 星霜のアマゾネス（ヒメ）
- ドラッグオンドラグーン3（ミハイル）
- 機巧少女は傷つかない Facing "Burnt Red"（迦具夜）
- 嫁コレ（佐々木千穂、由比ヶ浜結衣、相羽六）

2014年
- Wake Up, Girls! ステージの天使（森崎つばさ）
- ナナミと一緒に学ぼ!English日常会話（ナナミ）
- グランブルーファンタジー（2014年 - 2024年、ルリア、ジェイド、テツロウ、川島瑞樹、桃色の生物） - 4作品
- ジェイスターズ ビクトリーバーサス（桐崎千棘）
- クレヨンしんちゃん 嵐を呼ぶ カスカベ映画スターズ!（トーキー）
- フリーダムウォーズ（エルフリーデ・“サカモト”・カブレラ）
- キスベル（渋谷みつば）
- 禁忌のマグナ（アメリア）
- 戦場の円舞曲（ユリアナ）
- ニセコイ ヨメイリ!?（桐崎千棘）
- 魔法科高校の劣等生 Out of Order（ピクシー）
- グリモア〜私立グリモワール魔法学園〜（越水ソフィア）
- JKヴァンパイア 〜運命のフェスタ〜（エマ・ティグリス）
- 蒼穹のスカイガレオン（クリスティーナ・リンドホルム）
- ニセコイ マジコレ!?（桐崎千棘）
- ノブナガ・ザ・フール 戦乱のレガリア（ヒミコ）
- ファントム オブ キル（アポロン）
- モンスターハンター メゼポルタ開拓記（ナモナ、アリーシャ）
- 妖怪百姫たん!（雷獣、犬神）
- 落櫻散華抄（早乙女葵）
- ロボットガールズZ ONLINE（ダブラスM2、テキサスマっ子）
- リング☆ドリーム 女子プロレス大戦（ティフィ青山、稲荷ひめり）

2015年
- ウチの姫さまがいちばんカワイイ（九条カレン、由比ヶ浜結衣、ユゥナ）
- XBLAZE LOST:MEMORIES（ノーバディ）
- CLOSERS（ユリ＝アスマ）
- クロスアンジュ 天使と竜の輪舞tr.（シルヴィア・斑鳩・ミスルギ）
- ラングリッサー リインカーネーション -転生-（リコリス・ロヴィナー）
- Go!プリンセスプリキュア シュガー王国と6人のプリンセス!（パフ）
- 咲-Saki- 全国編（新子憧）
- セブンスドラゴンIII code:VFD
- フェアリーフェンサー エフ ADVENT DARK FORCE（ハーラー）
- ザクセスヘブン リベリオン（常磐）
- ジョジョの奇妙な冒険 アイズオブヘブン（トリッシュ・ウナ）
- ミラクルガールズフェスティバル（九条カレン）
- 白猫プロジェクト（ルウシェ・エルレンシア）
- スクール オブ ラグナロク（スマイルハート）
- 戦国姫譚MURAMASA-雅-（かえで）
- 初恋の歌（柏木遙香）
- バトルガール ハイスクール（天野望）
- プリンセスコネクト!（春咲ひより）
- ゆるかみ!（東塔いるみ、渋谷はち）
- 乱撃!魔法学園 -ムリムリ女神- by GMO（阿古町）

2016年
- アリスオーダー（ドロシー）
- オルタンシア・サーガ -蒼の騎士団-（2016年 - 2020年、アネッタ、妖精弓手）
- 学戦都市アスタリスクフェスタ 鳳華絢爛（クローディア・エンフィールド）
- 学戦都市アスタリスクフェスタ 煌めきのステラ（クローディア・エンフィールド）
- 感染×少女（2016年 - 2017年、百喰恵、千家小鈴、犬神）
- GATE ブレイブ スクランブル（レレイ・ラ・レレーナ）
- 真空管ドールズ（アンナ）
- メダロット ガールズミッション（六角ケイ）
- デジモンワールド -next 0rder-（大淵ヒマリ）
- スターオーシャン5 Integrity and Faithlessness（ミキ・ソーヴェスタ）
- スカルガールズ 2ndアンコール（マリー）
- スーパーロボット大戦OG ムーン・デュエラーズ（フェステニア・ミューズ）
- スターオーシャン:アナムネシス（ミキ・ソーヴェスタ）
- Fate/Grand Order（2016年 - 2024年、茨木童子、鈴鹿御前、カラミティ・ジェーン） - 2作品
- マギアコネクト（氷見しずく）
- マクロスΔスクランブル（レイナ・プラウラー）
- ミラクルニキ（白蓮、デーヴィー）
- レコラヴ Blue Ocean / Gold Beach（相良美宇）
- レムリア 〜Strada Of Chain〜（ベラ）
- ワールドチェイン（マリー・アントワネット）
- シドマイヤーズ シヴィライゼーション VI（アドバイス）

2017年
- STARHORSE Pocket（北方くるみ）
- デジモンワールド -next 0rder- INTERNATIONAL EDITION（大淵ヒマリ）
- アンジュ・ヴィエルジュ〜ガールズバトル〜（レイナ・プラウラー）
- ドラえもん のび太の南極カチコチ大冒険（ユカタン）
- チェインクロニクル（2017年 - 2023年、ナフヴァム、フローリア、ニール、ラール、妖精弓手）
- Shadowverse（2017年 - 2020年、メルヴィ、エルフクイーン、死月の使徒、ルリア、ピンクぴにゃこら太）
- ファイアーエムブレム Echoes もうひとりの英雄王（セリカ）
- ファイアーエムブレム ヒーローズ（2017年 - 2025年、セリカ）
- 歌マクロス スマホDeカルチャー（2017年 - 2021年、レイナ・プラウラー）
- 御城プロジェクト:RE（高天神城、ヴァルトブルク城、リーズ城）
- セブンズストーリー（2017年 - 2018年、ノエル、ララ、レベッカ）
- 英雄伝説 閃の軌跡III（ユウナ・クロフォード）
- ファイアーエムブレム無双（セリカ）
- デスティニーチャイルド（ヘラ）
- きららファンタジア（2017年 - 2022年、九条カレン、志摩リン、桜井美景）
- コード・オブ・ジョーカー THE AGENTS（ラン・メイラン）

2018年
- プリンセスコネクト！Re:Dive（2018年 - 2024年、ヒヨリ / 春咲ひより）
- 戦場のヴァルキュリア4（レイリィ・ミラー）
- 暁のエピカ -Union Brave-（ベル）
- 英雄伝説 閃の軌跡 IV -THE END OF SAGA-（ユウナ・クロフォード）
- New ガンダムブレイカー（ミカグラ・ユイ）
- 夢間集（シュク）
- マギアレコード 魔法少女まどか☆マギカ外伝（詩音千里）
- BLAZBLUE CROSS TAG BATTLE（バティスタ） - DLC追加キャラクター
- ファンタシースターオンライン2（マルガレータ＝オブ＝エピック）
- ボンバーガール（シロ）
- ファンタシースターオンライン2 es（2018年 - 2020年、デモリションコメット、ホーリーレイ、オプトレイオン、獅子咬、コンゴウ）
- CARAVAN STORIES（リリ）
- ワイルドアームズ ミリオンメモリーズ（ブリトニー・シュルズベリィ）
- あかねさす少女（みあ シルバーストーン）
- ゆらぎ荘の幽奈さん 湯けむり迷宮（匣屋マチ）
- プレカトゥスの天秤（リーフェ・ブロムダール）
- ましろウィッチ 真夜中のメルヒェン（朝日向万那〈活発〉）
- アリス・ギア・アイギス（SOL ラプター、SOL ストライクラプター）
- JUDGE EYES:死神の遺言（美浜さな）

2019年
- 47 HEROINES（飫肥萌）
- ソードアート・オンライン アーケード ディープ・エクスプローラー（リコ）
- トリニティセブン -夢幻図書館と第7の太陽-（リーゼロッテ＝シャルロック）
- グリムエコーズ（シータ）
- スーパーロボット大戦X-Ω（ゴマちゃん）
- グランドサマナーズ（妖精弓手）
- EVE rebirth terror（音無橘花）
- 陰陽師本格幻想RPG（不知火）
- ドラゴンクエストライバルズ（ロクサーヌ）
- D.C.4 〜ダ・カーポ4〜（鷺澤有里栖）
- 妖怪ウォッチ4 ぼくらは同じ空を見上げている（有星タエ、フウくん）
- 蒼天のスカイガレオン（クリスティーナ・リンドホルム）
- ファンタジーライフ オンライン（アクア）
- 八月のシンデレラナイン（アメリア・サンダース、志摩リン）
- VARIOUS DAYLIFE（エフィル・メイ）
- クロス×ロゴス（コロナ）
- THE KING OF FIGHTERS '98 ULTIMATE MATCH Online（妖精弓手）
- ゴブリンスレイヤー THE ENDLESS REVENGE（妖精弓手）

2020年
- ダンジョンに出会いを求めるのは間違っているだろうか 〜メモリア・フレーゼ〜（妖精弓手）
- 戦姫絶唱シンフォギアXD UNLIMITED（寺島詩織）
- モンスターストライク（2020年 - 2023年、レビィ、アナスタシア）
- 絵師神の絆（ブラック・ジャック）
- ファイナルファンタジー ブレイブエクスヴィアス（クレオメ）
- スナイパイ71（ミウ）
- 共闘ことばRPG コトダマン（2020年 - 2022年、レイピアサシン、ダセット、イケロスヌーズ、レイナ・プラウラー、アナスタシア）
- 英雄伝説 創の軌跡（ユウナ・クロフォード）
- ラングリッサー モバイル（方舟の聖女 / リコリス・ロヴィナー）
- ビーナスイレブンびびっど!（更科瑠夏）
- ファイナルギア -重装戦姫-
- クイズRPG 魔法使いと黒猫のウィズ（ヤーシャラージャ・ローカパーラ、シャスティ）
- スタースマッシュ（ケイ）
- RANBU 三国志乱舞（孫尚香、華雄）
- HoneyWorks Premium Live（高見沢アリサ）
- STARHORSE4（北方くるみ）
- グリザイア クロノスリベリオン（2020年 - 2023年、逢沢永夏） - 2作品
- 百鬼異聞録〜妖怪カードバトル〜（不知火）
- サクラ革命 〜華咲く乙女たち〜（最明クルミ）
- ファンタジア・リビルド（レクティ・アイゼナッハ）
- ラブライブ! スクールアイドルフェスティバルALL STARS（高坂雪穂）

2021年
- うみねこのなく頃に咲 〜猫箱と夢想の交響曲〜（ピース）
- D.C.4 Fortunate Departures 〜ダ・カーポ4〜 フォーチュネイトデパーチャーズ（鷺澤有里栖、鷺澤有里咲）
- ゆるキャン△ VIRTUAL CAMP（志摩リン）
- ロードオブヒーローズ（シャーロット）
- 精霊幻想記アナザーテイル（リーゼロッテ＝クレティア）
- アニマエ・アルケー（音依〈ネイ〉）
- 終末のアーカーシャ（ノーチラス）
- ピーチボーイリバーサイド バトルサーガ（ミコト）
- PARQUET （茨木リノ、城門ツバサ）
- 彼女、お借りします ヒロインオールスターズ（更科瑠夏）
- ゆるキャン△ Have a nice day!（志摩リン）
- ラグナドール 妖しき皇帝と終焉の夜叉姫（閻魔王）
- ガーディアンテイルズ（ナリ）

2022年
- アイドルマスター ポップリンクス（川島瑞樹）
- ミコノート はれときどきけがれ（井上カグラ）
- プリコネ！グランドマスターズ（ヒヨリ）
- みんなで早押しクイズ（神志名サオリ）
- セガNET麻雀 MJ（新子憧） - 2作品
- ソウルハッカーズ2（ナナ） - DLC追加キャラクター
- フェアリーフェンサー エフ Refrain Chord（ハーラー）
- 三国ドライブ（瀬川ひろ）
- タクティクスオウガ リボーン（ユーリア・ウォルフ）
- 雀魂（新子憧）
- ゴブリンスレイヤー エンドレスハンティング（妖精弓手）

2023年
- ファイアーエムブレム エンゲージ（セリカ）
- ブルーアーカイブ -Blue Archive-（2023年 - 2025年、聖園ミカ）
- D.C.5 〜ダ・カーポ5〜（鷺澤有里咲）
- ウマ娘 プリティーダービー（2023年 - 2024年、メジロラモーヌ）
- キュービックスターズ（アナスタシア）
- ストリートファイター6（キンバリー）
- アナザーエデン 時空を超える猫（エルシール）
- ゆるキャン△ つなげるみんなのオールインワン!!（志摩リン）
- 一騎当千 エクストラバースト（妖精弓手）
- ドラゴンクエストモンスターズ3 魔族の王子とエルフの旅（チマ）
- ヤマノススメ Next Summit 〜あの山に、もう一度〜（黒崎ほのか）

2024年
- ゴブリンスレイヤー -ANOTHER ADVENTURER- NIGHTMARE FEAST（妖精弓手）
- ユニコーンオーバーロード（クロエ）
- マクロス -Shooting Insight-（レイナ・プラウラー）
- 麻雀格闘倶楽部Sp（新子憧）
- 原神（ムアラニ）
- 勝利の女神:NIKKE（ヘンゼル＆グレーテル）
- ドラゴンクエストIII そして伝説へ…（HD-2D版）（キャラメイクボイス〈かわいい〉、レイアムランドの巫女 、他）
- 魔女のふろーらいふ（リルベチカ）
- 彼女、お借りします 〜水平線と水着の彼女〜（更科瑠夏）

2025年
- ブラウンダスト2（妖精弓手）
- 鬼滅の刃 ヒノカミ血風譚2（須磨）
- 牧場物語 Let's!風のグランドバザール（メイプル）

### ドラマCD
2010年
- グラール騎士団（シルマ）

2011年
- 艶漢（山田アグリ）
- グリオットの眠り姫（ローザ・アピアレード）※コミックス第1巻特典CD

2012年
- 暁のヴァンピレス 前奏曲 -side Adelaide × Malheureux-（アデレイド・アグレイアーデン）※コミックス付属CD
- あやつりピエロの物語（アリサ）
- おれと一乃のゲーム同好会活動日誌 シリーズ（白崎リリス）
- 境界線上のホライゾンHR（マルゴット・ナイト）
- ココロコネクト 春とデートと妹ごっこ（円城寺紫乃）
- 咲-Saki- 阿知賀編 episode of side-A 「バイト&バイト」（新子憧）
- 人狼 - Chaotic Time -（ステイシー・シェリング）
- ヒカルが地球にいたころ…… ※小説第5巻ドラマCD同梱版
- 101番目の百物語（2012年 - 2015年、アリサ） - 2作品
- 僕のショパン 名曲集&ドラマCDシリーズ ♯2リスト（女生徒D）

2013年
- いっしょに寝るの! 〜estate notturno〜（狭間菜月）
- なれる!SE（室見立華）
- ぽちゃぽちゃ水泳部（伊藤初芽）
- 伏 銀華と氷刃の猟奇録 巻之弐（道節）

2014年
- 空戦魔導士候補生の教官 （レクティ・アイゼナッハ）
- Z/X -Zillions of enemy X- NC DramaCD (1)『超鋼神器ローレンシウム』（獅子島・L・七尾）
- フレイム王国興亡記 ドラマCD「乙女の戦い -Sweet Girl's War-」（ソニア・ソルバニア）

2015年
- のうりん ドラマCD（ナタリー）※小説10巻ドラマCD付き限定特装版
- うそカノ ドラマCD（神宮寺すばる）※コミックス第5巻ドラマCD付き特装版
- GRANBLUE FANTASY 臆病勇者と囚われの姫君 / 救国の忠騎士（2015年 - 2016年、ルリア）

2016年
- スターオーシャン5 -Integrity and Faithlessness-（ミキ・ソーヴェスタ）

2017年
- 劇的奇想音盤 艶漢（森園蔦枝）
- ノーブルウィッチーズ6 第506統合戦闘航空団 疑心!（ジーナ・プレディ）※オリジナルドラマCD付同梱版
- プリンセスコネクト！Re:Dive PRICONNE CHARACTER SONG（2017年 - 2019年、ヒヨリ） - 2作品

2018年
- 温泉むすめ ドラマCD Vol.3『北海道 Collection 北海道湯けむり横断記』（雪・キャニオン・層雲峡）
- ヤンキーショタとオタクおねえさん（姫野りんこ）

2019年
- ぼっちゃまは今日もイジられる（外囿ホカノ）

2021年
- 「響け！ユーフォニアム」5th Anniversary Disc 〜きらめきパッセージ〜（傘木希美）

2022年
- ティアムーン帝国物語 〜断頭台から始まる、姫の転生逆転ストーリー〜（2022年 - 2023年、ラフィーナ・オルカ・ヴェールガ） - 2作品

2023年
- ゆるキャン△ ドラマCD〜野クルが作るキャンプマニュアル〜（志摩リン）

### 吹き替え
- ダーククリスタル: エイジ・オブ・レジスタンス（2019年、ディート[436]）
- 百妖譜（2024年、桃夭[437]） - 2シリーズ[一覧 61]

### 人形劇
- Thunderbolt Fantasy 西幽玹歌（2019年、睦天命）
- Thunderbolt Fantasy 東離劍遊紀3（2021年、睦天命）

### デジタルコミック
- なみだうさぎ（2011年、宇佐美桃花[438]）
- 告白実行委員会〜恋愛シリーズ〜『今好きになる』『ロメオ』（2015年 - 2017年、高見沢アリサ[439]） - 2作品
- 未成年だけどコドモじゃない（2017年、折山香琳）
- 聖剣学院の魔剣使い（2020年、リーセリア[440]）
- ゲーセン少女と異文化交流（2020年、リリー）
- 青春ヘビーローテーション（2021年、小坂奈緒[441]）
- 桜井さんは気づいてほしい（2021年、桜井咲耶[442]）
- 四つ子ぐらし（2021年、宮美一花）
- 悪役令嬢は嫌われ貴族に恋をする（2021年、エリス[443]）
- じいさんばあさん若返る（2021年、斎藤詩織[444]）
- 神クズ☆アイドル 番外編（2022年、最上アサヒ）
- 我が焔炎にひれ伏せ世界（2022年、プロト[445]）

### ラジオ
※はインターネット配信。
- 神のみぞ知るセカイ〜落とし神Calling you〜（2011年、音泉※）ラジオ内ミニ番組「東山奈央のかのんのおと」担当
- 神のみぞ知るセカイ〜落とし神Calling you〜 女神篇（2013年 - 2014年、音泉※）
- 異国迷路のクロワーゼ・ロアの歩廊を歩きながら（2011年、HiBiKi Radio Station※）
- 千和と奈央のまおゆうメイドラジオ（2011年、ニコニコ生放送※・ファミ通.com※）
- 東山奈央のなおのこと!奈央のこと♪（2012年、BBQR※）[446]
- 咲らじ-阿知賀女子学院麻雀部-（2012年、ニコニコ生放送※）隔回レギュラー
- 千和と奈央のまおゆうメイドラジオ 第2期（2012年、ニコニコ生放送※・ファミ通.com※）
- なれる!SE 萌えるSE相談所（2012年、なれる!SE公式サイト※）
- 千和と奈央のまおゆうメイドラジオ 第3期（2012年、ニコニコ生放送※・ファミ通.com※）
- 咲らじ-SP-（2013年、音泉※）不定期配信[447]
- 千和と奈央のまおゆうメイドラジオα（2012年 - 2013年、ニコニコ生放送※・ファミ通.com※）隔回レギュラー
- ラジオでもはたらく勇者さま!（2013年、ランティスウェブラジオ※）
- 総武高校奉仕部ラジオ。（2013年、アニメイトTV※）[448]
- ラジオ魔法戦争（2013年 - 2014年、音泉※[449]）
- ニセコイラジオ（2014年、TVアニメ「ニセコイ」公式サイト※[450]）
- 東山奈央のドリーム*シアター（2014年 - 2017年、超A&G+※）
- ラジオ魔法戦争〜番外編〜（2014年、音泉※[451]）
- ぐらぶるちゃんねるっ!（2014年 - 、ニコニコ動画※）[452]
- 矢作紗友里・東山奈央のRADIO：XBLAZE（2014年 - 2015年、超!A&G+※）[453]
- Rhodanthe*のおしゃべりモザイク（2015年 - 、FlyingDog※[454]）
- 総武高校奉仕部ラジオ。続（2015年、アニメイトTV※）[455]
- ニセコイラジオ:（2015年、TVアニメ「ニセコイ:」公式サイト※[456]）
- 石上静香と東山奈央の英雄譚RADIO（2015年 - 2016年、音泉※・アニメイトTV※）[457]
- ろんぐらいだぁす! らじおフレッシュ（2016年 - 2017年、音泉※）[458]
- 魔放送女育成計画（2016年 - 2017年、音泉※）[459]
- 東山奈央のラジオ@リビング（2017年 - 、超!A&G+※）
- 東山奈央のパンドーRADIO クロエの家族日誌（2018年、音泉※）[460]
- カッコウのプチラジオ（2022年、YouTube※）
- カッコウのラジオ（生）（2022年、音泉※・YouTube※）
- ラジオでもはたらく魔王さま!!（2022年 - 2023年、超!A&G+※・YouTube※） - 2シリーズ[一覧 62]
- SHY RADIO〜恥ずかしいけどパーソナリティー頑張ります！〜（2023年、音泉※）
- 声優ラジオのウラカブリ（2024年、YouTube※）

### ラジオCD
- DJCD 総武高校奉仕部ラジオ。 〜sideA〜 / 〜sideB〜（2013年）
- ラジオ アイドルマスター シンデレラガールズ『デレラジ』DVD Vol.5（2014年）ゲスト

### テレビ番組
※はインターネット配信。
- AG学園 あに☆ぶん（2010年 - 2012年、tvk）秋津かえで 役
- 境界線上のホライゾン 生勉強会（2011年 - 2012年、バンダイチャンネル※）
- なお☆えりの『まおゆう』盛り上げた〜い！（2013年、ニコニコ生放送※）
- きゅんいろモザイク（2013年、YouTube内「FlyngDog Channel」※[461]）
- 「犬神さんと猫山さん」ワンだふる放送局みんなでみようニャン！（2014年、ニコニコ生放送※）
- マクロスがとまらない（2017年 - 、SHOWROOM※）
- 東山奈央の月イチバラエティ番組 なおトーーク！（2019年 - 、LINE LIVE※）

### 映像商品
- 中川かのん starring 東山奈央 1st コンサート2012 Ribbon Revolution（2013年）
- ハヤテのごとく!×神のみぞ知るセカイ・ジョイントコンサート2013 『本日、満開桜色!』（2013年）
- 宝探し 探偵学園エデン 〜怪盗アビルからの挑戦〜（2014年）
- 人狼バトル〜missing girl in fairyland〜（2014年）
- Rhodanthe* Special Live BD 2014「ハロー*コンニチハ!!」@Zepp Tokyo 2014.5.4（2014年）
- 中川かのん starring 東山奈央 2nd コンサート2014 Ribbon Illusion（2014年）
- THE IDOLM@STER CINDERELLA GIRLS 2ndLIVE PARTY M@GIC!!（2015年）[462]
- THE IDOLM@STER CINDERELLA GIRLS 3rdLIVE シンデレラの舞踏会 -Power of Smile- Blu-ray Day2（2016年）[463]
- Rhodanthe* New Year Concert 2016 BD「FIRST*MODE」＠東京国際フォーラムホールA（2016）[464]
- Rhodanthe* Music Festival 2022 「大感謝!!」 ＠ぴあアリーナMM（2023年）[465]

### 舞台
- 朗読劇『まおゆう魔王勇者 エピソード0 はじまりに至る物語』昼の部・夜の部（2012年2月19日）
  - 『駄肉祭』（2012年12月29日）
  - 朗読劇『まおゆう魔王勇者 人間宣言 〜名もなき少女が 魂の解放を叫ぶ〜』昼の部・夜の部（2013年8月18日）
- ノブナガ・ザ・フール（2013年12月8日、2014年4月6日・7月20日） - ヒミコの声（声の出演）
- 詠唱劇「新本格魔法少女りすか」（2021年6月8日）水倉りすか、水倉破記 役[466]
- 舞台『青少年アシベ』（2022年7月13日、17日、大手町三井ホール） - ゴマちゃんの声（声の出演）
- 朗読ライブ「旅のラゴス」（2022年10月30日、Mixalive TOKYO Theater Mixa）
- 朗読劇『森の音楽家クラムベリー外伝 魔法少女育成計画 UNRIPE DUET』（2023年1月28日 - 29日、草月ホール） - ミーヤ・オクターブ 役
- 朗読劇『スノーホワイト育成計画』（2023年10月14日 - 15日、飛行船シアター） - スノーホワイト 役
- 朗読劇『じいさんばあさん若返る』（2024年8月11日、科学技術館 サイエンスホール） - 詩織 役[467]

### パチンコ・パチスロ
- パチスロ スナイパイ72（2013年、ミウ）
- パチスロ まつりば!（2016年、紅音[468]）
- パチスロ ドリスタせかんど（2017年、ミウ）
- パチスロ シンデレラブレイド3（2017年、ミウ）
- パチスロ GATE（2018年、レレイ・ラ・レレーナ）
- P咲 -Saki- 阿知賀編 episode of side-A（2019年、新子憧）
- パチスロ スナイパイ71（2020年、ミウ）
- パチスロ 〜ガールズケイリン〜GIフェアリーグランプリ（2020年、武井リン）
- Lゴブリンスレイヤー（2023年、妖精弓手）
- Pゴブリンスレイヤー（2023年、妖精弓手）

### オーディオドラマ
- ラブボイスフェア カノジョは嘘を愛しすぎてる（2012年、理子[469]）
- 多数決ドラマ『青春ブタ野郎はバニーガール先輩の夢を見ない with さくら荘のペットな彼女』（2016年、古賀朋絵）
- グランブルーファンタジー OTOCA 救国の四騎士 / 舞い歌う五花 / 氷晶宮でミックスパイを / 氷炎牆に鬩ぐ（2016年 - 2017年、ルリア）
- かのかり デートムービー（2020年 - 2022年、更科瑠夏[470]） - 2シリーズ[一覧 63]
- スパイ教室 第3巻発売記念ボイスドラマ （2020年、ジビア[471]）
- いい部屋ネット×彼女、お借りしますオリジナル音声ドラマ 瑠夏ver（2020年、更科瑠夏[472]）
- 薬師の魔女ですが、なぜか副業で離婚代行しています 挿しボイスコード（2022年、カーラ[473]）
- 我が焔炎にひれ伏せ世界 ボイスドラマ（2022年、プロト[474]）
- ゆるキャン△ みんなで眺める冬の星空キャンプ！（2023年、志摩リン[475]）
- 悪役令嬢、セシリア・シルビィは死にたくないので男装することにした。〜もしかして運命の強制力!? ドキドキお菓子作り!〜（2023年、セシリア[476]）

### オーディオブック
- 秘密（2022年、朗読[477]）

### ASMR
- 新・ねこぐらし。〜ハバナ猫娘 編〜（2021年、ハバナ猫[478]）
- おしごとねいろ 〜キャンパー編〜（2022年、大山小峰[479]）

### PV
2020年
- MF文庫J 聖剣学院の魔剣使い PV（レオニス / リーセリア）
- 富士見ファンタジア文庫 スパイ教室 PV（コードネーム〈百鬼〉）

2021年
- ドラゴンコミックスエイジ かいじゅう色の島 PV（千川棔）
- 富士見ファンタジア文庫 両親の借金を肩代わりしてもらう条件は日本一可愛い女子高生と一緒に暮らすことでした。 PV（楓（主題歌「プライスレスLove」歌唱）））

2022年
- ファンタジア文庫『王様のプロポーズ』ヒロイン告白PV（不夜城瑠璃）
- 薬師の魔女ですが、なぜか副業で離婚代行しています PV（カーラ）

2023年
- にゃんたじあ！オリジナルアニメーション（魔法使いの女の子）
- 魔女は満月に咲く（湊紫麻）

2024年
- 鵺の陰陽師（藤乃代葉）

### その他コンテンツ
- サンリオ ウィッシュミーメル（2014年、メル）
- バンダイ Go!プリンセスプリキュア おしゃれヘアアレンジパフ（2015年、パフ）
- 千葉都市モノレール車内放送（2015年 - 2016年[487][488]、由比ヶ浜結衣[489]）
- 明石スクールユニフォームカンパニー PRキャラクター（2015年、神楽小町）
- TAKASAGO広報課!（2016年、朝比奈ひなた[490]）
- 温泉むすめ（2018年、雪・キャニオン・層雲峡[491]）
- 『かがみの孤城』 オーディオブック（2019年、オオカミさま）
- 謎解きイベント「恋愛漫画のモブキャラになっていたんだが無事に元の世界に脱出できるだろうか?」（2020年、奈緒[492]）
- menu 彼女、お借りします 非売品オリジナルボイス付きスペシャルサンクスカード（2020年、更科瑠夏[493]）
- ヤマハ 「TW-E3B 志摩リンオリジナルカラー」音声ガイダンス（2021年、志摩リン[494]）
- 一番近くて遠い星（2021年、香織[495]）
- 霧島酒造 霧島ほろる/霧島するる TVCM（2023年、鳥の声[496]）

## ディスコグラフィ

### シングル
|        | 発売日            | タイトル                     | 規格品番                  | 規格品番   | 規格品番   | オリコン 最高位 |
| 限定盤 | 発売日            | タイトル                     | 通常盤                    | アニメ盤   |            | オリコン 最高位 |
| ------ | ----------------- | ---------------------------- | ------------------------- | ---------- | ---------- | --------------- |
| 1st    | 2017年2月1日      | True Destiny/Chain the world | VTZL-119                  | VTCL-35252 | VTCL-35253 | 13位            |
| 2nd    | 2017年5月24日     | イマココ/月がきれい          | VTZL-128                  | VTCL-35256 | VTCL-35257 | 11位            |
| 3rd    | 2018年5月30日     | 灯火のまにまに               | VTZL-144                  | VTCL-35275 | VTCL-35276 | 14位            |
| 4th    | 2020年2月5日      | 歩いていこう！               | VTZL-165                  | VTCL-35312 | VTCL-35313 | 6位             |
| 5th    | 2021年11月3日     | 冷めない魔法                 | VTZL-188                  | VTCL-35335 | VTZL-189   | 10位            |
| 6th    | 2022年6月8日      | あの日のことば/Growing       | VTZL-204 (A) VTZL-205 (B) | VTCL-35348 |            | 11位            |
| 7th    | 2023年7月26日     | door                         | VTZL-228                  | VTCL-35359 | VTZL-229   | 8位             |
| 8th    | 2024年10月23日    | 星の伝言                     | VTZL-245                  | VTCL-35378 | VTZL-246   | 10位            |
| 9th    | 2025年11月5日予定 | とおりゃんせ                 | VTZL-257                  | VTCL-35388 | VTZL-258   |                 |

### アルバム
|        | 発売日         | タイトル                                  | 規格品番 | 規格品番   | オリコン 最高位 |
| 限定盤 | 発売日         | タイトル                                  | 通常盤   |            | オリコン 最高位 |
| ------ | -------------- | ----------------------------------------- | -------- | ---------- | --------------- |
| 1st    | 2017年10月25日 | Rainbow                                   | VTZL-140 | VTCL-60461 | 12位            |
| 2nd    | 2019年4月3日   | 群青インフィニティ                        | VTZL-156 | VTCL-60495 | 9位             |
| キャラ | 2020年8月5日   | Special Thanks!                           | VTZL-177 | VTCL-60535 | 3位             |
| ミニ   | 2021年5月12日  | off                                       | VTZL-185 | VTCL-60545 | 4位             |
| 3rd    | 2022年9月28日  | Welcome to MY WONDERLAND                  | VTZL-214 | VTCL-60567 | 8位             |
| ライブ | 2024年12月25日 | NAO TOYAMA Billboard Live 2024 “p.rhythm” |          | FLDZM-5    | 30位            |

### 配信楽曲
|        | 発売日         | タイトル | 備考                                                        |
| ------ | -------------- | --- | ----------------------------------------------------------- |
| 1st    | 2023年10月25日 | Shut Out My Lie |                                                             |
| 2nd    | 2023年11月29日 | 真夜中の怪獣 |                                                             |
| 3rd    | 2023年12月20日 | 「年越し蕎麦は麺類ならなんでも良い」というのが我が家、古くからの伝統でありまして。当然ながら坦々麺やらワンタン麺、はたまたソーキそばでめんそーれでも構わないのであります。申し遅れました。私、飛犬の東山と申します。えーさてさて話は戻りまして、今年の年越し蕎麦はいったいなぁに?と申しますとあれが食べたいだのこれが食べたいだの毎度毎度の大騒ぎ。こっちの東山がラーメンと言えば、あっちの東山はナポリタンと言い出し、斜向かいの東山がわんこ蕎麦と言えば、3軒隣の東山はフォー!と言い張りもうすったもんだのヒトリーオンリーロンリー家族会議でございますがこれが大晦日の恒例行事、全麺類総選挙。押しつ押されつの激戦を勝ち抜き、栄えある第1位に輝いたのは、ドゥルルルルルルルルルルルルルルル ダンッ!かた焼きそばの餡掛け。料理は得意ではないもんで、頑張れと自分を奮い立たせるが、驚くなかれにゃんだって美味しく食べられる私がいるのであります。そろそろ餡掛けが完パケできそうになった頃、煩悩を消すための除夜の鐘が響き渡り餡掛けで願掛け、飛犬に幸あれ。なんやかんやわーわー言うてますけど、おめでたいからとにかくファンファーレ!全人類へのファンファーレ! | タイトル略称「（前略）全人類へのファンファーレ!」           |
| ライブ | 2024年12月4日  | Last Season (Acoustic Live) | NAO TOYAMA Billboard Live 2024 “p.rhythm” (Special Edition) |
| ライブ | 2024年12月4日  | グー (Acoustic Live) | NAO TOYAMA Billboard Live 2024 “p.rhythm” (Special Edition) |
| ライブ | 2024年12月4日  | 群青インフィニティ (Acoustic Live) | NAO TOYAMA Billboard Live 2024 “p.rhythm” (Special Edition) |

### タイアップ曲
| 楽曲            | タイアップ                                                                                       | 時期   |
| --------------- | ------------------------------------------------------------------------------------------------ | ------ |
| True Destiny    | アニメ『チェインクロニクル 〜ヘクセイタスの閃〜』テレビ版エンディングテーマ                      | 2017年 |
| Chain the world | アニメ『チェインクロニクル 〜ヘクセイタスの閃〜』イベント上映版オープニングテーマ                | 2017年 |
| 風空花人        | アニメ『チェインクロニクル〜ヘクセイタスの閃〜』挿入歌                                           | 2017年 |
| イマココ        | テレビアニメ『月がきれい』オープニングテーマ                                                     | 2017年 |
| 月がきれい      | テレビアニメ『月がきれい』エンディングテーマ                                                     | 2017年 |
| 初恋            | テレビアニメ『月がきれい』挿入歌                                                                 | 2017年 |
| やさしい気持ち  | テレビアニメ『月がきれい』挿入歌                                                                 | 2017年 |
| 3月9日          | テレビアニメ『月がきれい』挿入歌                                                                 | 2017年 |
| 夏祭り          | テレビアニメ『月がきれい』挿入歌                                                                 | 2017年 |
| fragile         | テレビアニメ『月がきれい』挿入歌                                                                 | 2017年 |
| 未来へ          | テレビアニメ『月がきれい』挿入歌                                                                 | 2017年 |
| 灯火のまにまに  | テレビアニメ『かくりよの宿飯』オープニングテーマ                                                 | 2018年 |
| 歩いていこう！  | テレビアニメ『恋する小惑星』オープニングテーマ                                                   | 2020年 |
| 冷めない魔法    | テレビアニメ『異世界食堂2』エンディングテーマ                                                    | 2021年 |
| Growing         | テレビアニメ『勇者、辞めます』エンディングテーマ                                                 | 2022年 |
| あの日のことば  | テレビアニメ『本好きの下剋上 司書になるためには手段を選んでいられません』第3部オープニングテーマ | 2022年 |
| door            | テレビアニメ『シュガーアップル・フェアリーテイル』第2クールエンディングテーマ                    | 2023年 |
| 星の伝言        | テレビアニメ『星降る王国のニナ』エンディングテーマ                                               | 2024年 |
| とおりゃんせ    | テレビアニメ『かくりよの宿飯 弐』オープニングテーマ                                              | 2025年 |

### 映像作品
|     | 発売日         | タイトル                                                           | 規格品番 |
| --- | -------------- | ------------------------------------------------------------------ | -------- |
| 1st | 2018年5月30日  | 東山奈央1st LIVE「Rainbow」at 日本武道館 ライブBlu-ray             | VTXL-33  |
| 2nd | 2019年12月18日 | 1st TOUR“LIVE Infinity”at パシフィコ横浜 ライブBlu-ray             | VTXL-39  |
| 3rd | 2023年5月3日   | 5th ANNIVERSARY TOUR「Welcome to MY WONDERLAND」 at パシフィコ横浜 | VTXL-48  |

### 歌手参加作品
| 発売日        | 商品名                          | 歌 | 楽曲                                                                     | 備考 |
| ------------- | ------------------------------- | --- | ------------------------------------------------------------------------ | --- |
| 2017年7月5日  | 月がきれい サウンドコレクション | 東山奈央 | 「初恋」 「やさしい気持ち」 「3月9日」 「夏祭り」 「fragile」 「未来へ」 | テレビアニメ『月がきれい』挿入歌 |
| 2020年6月12日 | なんてカラフルな世界！          | オーイシマサヨシ（OxT）、KISHOW（GRANRODEO）、i☆Ris、亜咲花、雨宮天、東山奈央、幹葉（スピラ・スピカ）、鈴木愛奈、仲村宗悟、伊藤昌弘（Argonavis） | 「なんてカラフルな世界！」                                               | ライブイベント『Animelo Summer Live 2020 -COLORS-』テーマソング                                                                                        |
| 2024年5月22日 | 魔王 / Amateras                 | BURNOUT SYNDROMES × 東山奈央 | 「魔王」                                                                 | テレビアニメ『魔王学院の不適合者 〜史上最強の魔王の始祖、転生して子孫たちの学校へ通う〜 2nd Season』オープニングテーマ。 「魔王」は4月13日に先行配信。 |

### キャラクターソング
| 発売日   | 商品名 | 歌 | 楽曲 | 備考                                                                             |
| 2010年   | 2010年 | 2010年 | 2010年 | 2010年                                                                           |
| -------- | --- | --- | --- | -------------------------------------------------------------------------------- |
| 12月8日  | コイノシルシ                                                                                                 | 神のみぞ知り隊 | 「コイノシルシ」 | テレビアニメ『神のみぞ知るセカイ』エンディングテーマ                             |
| 12月15日 | 神のみキャラCD.3 中川かのん starring 東山奈央                                                                | 中川かのん（東山奈央） | 「ハッピークレセント」 | テレビアニメ『神のみぞ知るセカイ』挿入歌                                         |
| 12月15日 | 神のみキャラCD.3 中川かのん starring 東山奈央                                                                | 中川かのん（東山奈央） | 「コイノシルシ from Kanon」 | テレビアニメ『神のみぞ知るセカイ』関連曲                                         |
| 2011年   | | | |                                                                                  |
| 3月3日   | Birth | 中川かのん（東山奈央） | 「Date of Birth」 「LOVE KANON」 「YES-TODAY」 「ALL 4 YOU」 「ウラハラブ」 「想いはRain Rain」 「らぶこーる」 「ダーリンベイビ」 「Birth」 | テレビアニメ『神のみぞ知るセカイ』関連曲                                         |
| 5月11日  | 神のみぞ知るセカイ ROUTE 4.0 BD 限定版特典CD                                                                 | シトロン | 「恋、ヨロシクお願いします！」 | テレビアニメ『神のみぞ知るセカイ』挿入歌                                         |
| 7月20日  | 世界は踊るよ、君と。／ここからはじまる物語                                                                   | 湯音（東山奈央） | 「ここからはじまる物語」 | テレビアニメ『異国迷路のクロワーゼ The Animation』エンディングテーマ             |
| 8月24日  | 異国迷路のクロワーゼ The Animation オリジナルサウンドトラック                                                | 湯音（東山奈央） | 「咲いたさくら」 「見渡せば」 「遠く君へ」 | テレビアニメ『異国迷路のクロワーゼ The Animation』関連曲                         |
| 8月24日  | 異国迷路のクロワーゼ The Animation ラジオCD ロアの歩廊を歩きながら 出張盤                                    | 湯音（東山奈央） | 「風にまかせて」 | Webラジオ『異国迷路のクロワーゼ・ロアの歩廊を歩きながら』エンディングテーマ      |
| 9月14日  | 異国迷路のクロワーゼ The Animation ドラマCD 音語り                                                           | 湯音（東山奈央）、アリス（悠木碧） | 「ふたりの歌」 | ドラマCD『音語り』エンディングテーマ                                             |
| 9月14日  | 夏色サプライズ                                                                                               | 中川かのん（東山奈央） | 「夏色サプライズ」 | OVA『神のみぞ知るセカイ 4人とアイドル』オープニングテーマ                        |
| 9月14日  | 夏色サプライズ                                                                                               | 中川かのん（東山奈央） | 「サマーボーイ」 | テレビアニメ『神のみぞ知るセカイ』関連曲                                         |
| 11月18日 | やはり俺の青春ラブコメはまちがっている。第3巻 限定版付属ドラマCD                                             | 雪ノ下雪乃（早見沙織）、由比ヶ浜結衣（東山奈央） | 「Bright Generation」 | ドラマCD『やはり俺の青春ラブコメはまちがっている。』挿入歌                       |
| 12月21日 | 「神のみぞ知るセカイ」キャラクター・カバーALBUM 〜選曲:若木民喜〜                                            | 中川かのん（東山奈央） | 「愛・おぼえていますか」 | テレビアニメ『神のみぞ知るセカイ』関連曲                                         |
| 2012年   | | | |                                                                                  |
| 1月27日  | 境界線上のホライゾン Blu-ray 第2巻 初回限定版特典CD                                                          | 愛繕 | 「Morgen-Nacht」 | テレビアニメ『境界線上のホライゾン』関連曲                                       |
| 2月24日  | 境界線上のホライゾン Blu-ray 第3巻 初回限定版特典CD                                                          | 愛繕 | 「Streiken Schreck」 | テレビアニメ『境界線上のホライゾン』関連曲                                       |
| 3月3日   | 桜色卒業｜バレバレ・バレンタイン                                                                             | 中川かのん（東山奈央） | 「桜色卒業」 「バレバレ・バレンタイン」 | テレビアニメ『神のみぞ知るセカイ』関連曲                                         |
| 4月25日  | SquarePanicSerenade/Futuristic Player                                                                        | 高鴨穏乃（悠木碧）、新子憧（東山奈央）、松実玄（花澤香菜）、松実宥（MAKO）、鷺森灼（内山夕実） | 「SquarePanicSerenade」 | テレビアニメ『咲-Saki- 阿知賀編 episode of side-A』エンディングテーマ            |
| 5月9日   | パパのいうことを聞きなさい！ 3 BD限定版特典CD                                                                | ルナフルール（東山奈央）、ルナノアール（佐倉綾音） | 「ルナルナGO!GO!」 | テレビアニメ『パパのいうことを聞きなさい！』関連曲                               |
| 5月30日  | 中川かのん starring 東山奈央 1st コンサート2012 Ribbon Revolution                                            | 中川かのん（東山奈央）、ハクア（早見沙織） | 「アイノヨカン」 「コイノシルシ」 | テレビアニメ『神のみぞ知るセカイ』関連曲                                         |
| 6月20日  | 咲-Saki- 阿知賀編 episode of side-A キャラクターソングVol.2 Live A-Life                                      | 新子憧（東山奈央） | 「Live A-Life」 「まじかる☆まーじゃん☆わーるど」 | テレビアニメ『咲-Saki- 阿知賀編 episode of side-A』関連曲                        |
| 6月20日  | 咲-Saki- 阿知賀編 episode of side-A - BD限定版特典CD                                                         | 高鴨穏乃（悠木碧）、新子憧（東山奈央）、松実玄（花澤香菜）、松実宥（MAKO）、鷺森灼（内山夕実） | 「四角い宇宙で待ってるよ（阿知賀女子すぺしゃるver.）」 「熱烈歓迎わんだーらんど（阿知賀女子すぺしゃるver.）」 | テレビアニメ『咲-Saki- 阿知賀編 episode of side-A』関連曲                        |
| 7月25日  | 境界線上のホライゾン 演目披露 第4弾 マルゴット・ナイト                                                       | マルゴット・ナイト（東山奈央） | 「Abendsonne」 「印章は白と黒」 | テレビアニメ『境界線上のホライゾン』関連曲                                       |
| 10月26日 | 境界線上のホライゾンII Blu-ray 第2巻 初回限定版特典CD                                                        | 愛繕 | 「黒金屋-Eisen・テーマ曲」 | テレビアニメ『境界線上のホライゾンII』関連曲                                     |
| 12月5日  | なれる！SE ドラマCD                                                                                          | 室見立華（東山奈央） | 「Gooood Job!!」 | ドラマCD『なれる！SE』関連曲                                                     |
| 12月21日 | 境界線上のホライゾンII Blu-ray 第4巻 初回限定版特典CD                                                        | 愛繕 | 「キンコンカンコン」 | テレビアニメ『境界線上のホライゾンII』関連曲                                     |
| 2013年   | | | |                                                                                  |
| 1月23日  | THE IDOLM@STER CINDERELLA MASTER 014 川島瑞樹                                                                | 川島瑞樹（東山奈央） | 「Angel Breeze」 | ゲーム『アイドルマスター シンデレラガールズ』関連曲                              |
| 2月13日  | リンゴリボン                                                                                                 | 中川かのん（東山奈央）、水蓮寺ルカ（山崎はるか） | 「リンゴリボン」 「ヘルプルミミ」 | テレビアニメ『ハヤテのごとく！』『神のみぞ知るセカイ』関連曲                     |
| 2月27日  | タカラモノ                                                                                                   | ユウギリ（東山奈央） | 「タカラモノ」 | テレビアニメ『THE UNLIMITED 兵部京介』関連曲                                     |
| 2月27日  | タカラモノ                                                                                                   | ユウギリ（東山奈央） | 「未来物語」 | テレビアニメ『THE UNLIMITED 兵部京介』挿入歌                                     |
| 3月19日  | やはり俺の青春ラブコメはまちがっている。第7巻限定版付属ドラマCD                                              | 雪ノ下雪乃（早見沙織）、由比ヶ浜結衣（東山奈央） | 「ROCK YOU!!」 | ドラマCD『やはり俺の青春ラブコメはまちがっている。』挿入歌                       |
| 4月10日  | 奇跡のドア                                                                                                   | 中川かのん（東山奈央）、水蓮寺ルカ（山崎はるか） | 「リンゴリボン」 | テレビアニメ『ハヤテのごとく！』『神のみぞ知るセカイ』関連曲                     |
| 4月10日  | 奇跡のドア                                                                                                   | 桂ヒナギク（伊藤静）、中川かのん（東山奈央） | 「ピンク・デコ・モーション」 | テレビアニメ『ハヤテのごとく！』『神のみぞ知るセカイ』関連曲                     |
| 4月10日  | 奇跡のドア                                                                                                   | 桂ヒナギク（伊藤静）、中川かのん（東山奈央）、ハクア（早見沙織）、水蓮寺ルカ（山崎はるか） | 「奇跡のドア」 | テレビアニメ『ハヤテのごとく！』『神のみぞ知るセカイ』関連曲                     |
| 5月22日  | Hello Alone                                                                                                  | 雪ノ下雪乃（早見沙織）、由比ヶ浜結衣（東山奈央） | 「Hello Alone」 | テレビアニメ『やはり俺の青春ラブコメはまちがっている。』エンディングテーマ       |
| 5月22日  | Hello Alone                                                                                                  | 由比ヶ浜結衣（東山奈央） | 「Hello Alone -Yui Ballade-」 | テレビアニメ『やはり俺の青春ラブコメはまちがっている。』エンディングテーマ       |
| 6月19日  | かのん100%                                                                                                   | 中川かのん（東山奈央） | 「かのん100%」 | OVA『マジカル☆スター かのん100%』オープニングテーマ                              |
| 6月19日  | かのん100%                                                                                                   | 中川かのん（東山奈央） | 「君色ラブソング」 | OVA『マジカル☆スター かのん100%』エンディングテーマ                              |
| 7月10日  | やはりこのキャラソンはまちがっている。                                                                       | 雪ノ下雪乃（早見沙織）、由比ヶ浜結衣（東山奈央） | 「Bitter Bitter Sweet」 | テレビアニメ『やはり俺の青春ラブコメはまちがっている。』挿入歌                   |
| 7月10日  | やはりこのキャラソンはまちがっている。                                                                       | 雪ノ下雪乃（早見沙織）、由比ヶ浜結衣（東山奈央） | 「Hello Alone -Band arrange-」 | テレビアニメ『やはり俺の青春ラブコメはまちがっている。』エンディングテーマ       |
| 7月10日  | やはりこのキャラソンはまちがっている。                                                                       | 由比ヶ浜結衣（東山奈央） | 「Smile Go Round」 | テレビアニメ『やはり俺の青春ラブコメはまちがっている。』関連曲                   |
| 7月24日  | Jumping!!/Your Voice                                                                                         | Rhodanthe* | 「Jumping!!」 | テレビアニメ『きんいろモザイク』オープニングテーマ                               |
| 7月24日  | Jumping!!/Your Voice                                                                                         | Rhodanthe* | 「Your Voice」 | テレビアニメ『きんいろモザイク』エンディングテーマ                               |
| 8月21日  | きんいろモザイク サウンドブック はじめまして よろしくね。                                                    | Rhodanthe* | 「さつきいろハルジオン」 | テレビアニメ『きんいろモザイク』関連曲                                           |
| 8月21日  | きんいろモザイク サウンドブック はじめまして よろしくね。                                                    | アリス・カータレット（田中真奈美）、九条カレン（東山奈央） | 「きんいろ＋ぎんいろモクセイ」 | テレビアニメ『きんいろモザイク』関連曲                                           |
| 8月28日  | エミル・クロニクル・オンライン アルマモンスター キャラクターソングCD                                         | ダークフェザー・アルマ（東山奈央） | 「ずっといつまでも」 | ゲーム『エミル・クロニクル・オンライン』関連曲                                   |
| 9月11日  | 歌う魔王さま!?                                                                                               | 真奥貞夫（逢坂良太）、佐々木千穂（東山奈央） | 「マグロナルド幡ヶ谷駅前店へようこそ」 | テレビアニメ『はたらく魔王さま！』関連曲                                         |
| 9月11日  | 歌う魔王さま!?                                                                                               | 佐々木千穂（東山奈央） | 「Respect? < LOVE!!」 | テレビアニメ『はたらく魔王さま！』関連曲                                         |
| 9月11日  | キズナノユクエ                                                                                               | ユピテルの姉妹 | 「キズナノユクエ」 | テレビアニメ『神のみぞ知るセカイ 女神篇』エンディングテーマ                      |
| 9月25日  | 初めて恋をした記憶                                                                                           | 2B PENCILS、中川かのん（東山奈央） | 「初めて恋をした記憶」 | テレビアニメ『神のみぞ知るセカイ女神篇』関連曲                                   |
| 10月9日  | TVアニメーション きんいろモザイク サウンドブック いつまでも一緒だよ。                                        | 猪熊陽子（内山夕実）、九条カレン（東山奈央） | 「あきいろスターマイン」 | テレビアニメ『きんいろモザイク』関連曲                                           |
| 10月9日  | TVアニメーション きんいろモザイク サウンドブック いつまでも一緒だよ。                                        | Rhodanthe* | 「さくらいろチェリッシュ」 | テレビアニメ『きんいろモザイク』関連曲                                           |
| 10月30日 | Colors | 中川かのん（東山奈央） | 「瞳からスノー」 | テレビアニメ『神のみぞ知るセカイ 女神篇』エンディングテーマ                      |
| 10月30日 | Colors | 中川かのん（東山奈央） | 「青春パラダイス」 「ろまんてぃっく愛情」 「秋色片想い」 「恋に落ちたサンタ」 「歩いていくもん」 | テレビアニメ『神のみぞ知るセカイ』関連曲                                         |
| 11月6日  | 戦姫絶唱シンフォギアG BD&DVD第2巻限定版特典CD                                                                | 板場弓美（赤﨑千夏）、寺島詩織（東山奈央）、安藤創世（小松未可子） | 「現着ッ!電光刑事バン（ver.秋桜祭）」 | テレビアニメ『戦姫絶唱シンフォギアG』挿入歌                                      |
| 12月18日 | 本命アンサー                                                                                                 | 桐崎千棘（東山奈央）、小野寺小咲（花澤香菜） | 「本命アンサー」 | テレビアニメ『ニセコイ』関連曲                                                   |
| 2014年   | | | |                                                                                  |
| 1月29日  | きんいろモザイク BD・DVD第5巻特典CD                                                                          | 九条カレン（東山奈央） | 「はるいろアネモネ」 | テレビアニメ『きんいろモザイク』関連曲                                           |
| 2月12日  | 「神のみぞ知るセカイ」キャラクター・カバーALBUM2 〜選曲:若木民喜〜                                           | 中川かのん（東山奈央） | 「想い出がいっぱい」 | テレビアニメ『神のみぞ知るセカイ』関連曲                                         |
| 2月26日  | きんいろモザイク BD・DVD第6巻特典CD                                                                          | 大宮忍（西明日香）、アリス・カータレット（田中真奈美）、小路綾（種田梨沙）、猪熊陽子（内山夕実）、九条カレン（東山奈央） | 「ぎんいろスノウドロップ」 | テレビアニメ『きんいろモザイク』関連曲                                           |
| 3月12日  | 魔法戦争キャラクターCD II                                                                                    | 相羽六（東山奈央） | 「Dearest Wish」 | テレビアニメ『魔法戦争』関連曲                                                   |
| 3月26日  | ニセコイ Blu-ray & DVD 第1巻 完全生産限定版 特典CD                                                           | 桐崎千棘（東山奈央） | 「Heart Pattern」 | テレビアニメ『ニセコイ』エンディングテーマ                                       |
| 5月28日  | いぬねこジュークBOX                                                                                          | 犬神八千代（上坂すみれ）、猫山鈴（東山奈央） | 「絶対♡服従宣言」 | テレビアニメ『犬神さんと猫山さん』主題歌                                         |
| 5月28日  | いぬねこジュークBOX                                                                                          | 猫山鈴（東山奈央）、杜松美希音（堀野紗也加） | 「ちっちゃいもの同盟」 | テレビアニメ『犬神さんと猫山さん』関連曲                                         |
| 5月28日  | いぬねこジュークBOX                                                                                          | 犬神八千代（上坂すみれ）、猫山鈴（東山奈央）、杜松美希音（堀野紗也加）、牛若雪路（藤本葵） | 「青春あらいぶ」 | テレビアニメ『犬神さんと猫山さん』関連曲                                         |
| 5月28日  | いぬねこジュークBOX                                                                                          | 猫山鈴（東山奈央） | 「くろねこにっき」 | テレビアニメ『犬神さんと猫山さん』関連曲                                         |
| 5月28日  | 魔法戦争 BD・DVD第2巻特典CD                                                                                  | 相羽六（東山奈央）、五十島くるみ（瀬戸麻沙美） | 「恋のSandstorm」 | テレビアニメ『魔法戦争』関連曲                                                   |
| 6月6日   | 蒼き鋼のアルペジオ -アルス・ノヴァ- BD・DVD第6巻特典CD                                                       | 八月一日静（東山奈央）、四月一日いおり（津田美波） | 「Expose」 | テレビアニメ『蒼き鋼のアルペジオ -アルス・ノヴァ-』関連曲                        |
| 6月25日  | ノブナガ・ザ・フール キャラクターソング Vol.5 ヒミコ                                                         | ヒミコ（東山奈央） | 「EARNEST LOVE」 「DEDICATE」 | テレビアニメ『ノブナガ・ザ・フール』関連曲                                       |
| 8月20日  | ぴてぃぱてぃサバイバード                                                                                     | ゲスかわ☆ガールズ | 「ぴてぃぱてぃサバイバード」 | テレビアニメ『さばげぶっ！』エンディングテーマ                                   |
| 8月20日  | ぴてぃぱてぃサバイバード                                                                                     | ゲスかわ☆ガールズ | 「全女子力でExtarminating!!」 | テレビアニメ『さばげぶっ！』イメージソング                                       |
| 8月25日  | 艦隊これくしょん -艦これ- 艦娘想歌【弐】KanColle Vocal Collection vol.2                                      | 金剛型高速戦艦 | 「提督との絆」 | ゲーム『艦隊これくしょん -艦これ-』関連曲                                        |
| 8月27日  | ニセコイ BD・DVD第6巻特典CD                                                                                  | 桐崎千棘（東山奈央）、小野寺小咲（花澤香菜）、鶫誠士郎（小松未可子）、橘万里花（阿澄佳奈） | 「想像ダイアリー」 | テレビアニメ『ニセコイ』エンディングテーマ                                       |
| 9月24日  | ニセコイ BD・DVD第7巻特典CD                                                                                  | 桐崎千棘（東山奈央）、小野寺小咲（花澤香菜） | 「大切の作り方」 | テレビアニメ『ニセコイ』エンディングテーマ                                       |
| 10月1日  | さばげぶっ！ キャラクターソング1 園川モモカ                                                                  | 園川モモカ（大橋彩香）、豪徳寺かよ（東山奈央） | 「LONELY DOLLS」 | テレビアニメ『さばげぶっ！』関連曲                                               |
| 10月22日 | さばげぶっ！ キャラクターソング4 経堂麻耶                                                                    | 経堂麻耶（Lynn）、園川モモカ（大橋彩香）、豪徳寺かよ（東山奈央） | 「PEACEMAKER!」 | テレビアニメ『さばげぶっ！』関連曲                                               |
| 10月22日 | さばげぶっ！ キャラクターソング5 豪徳寺かよ                                                                  | 豪徳寺かよ（東山奈央） | 「マジカル・カモフラージュ！」 | テレビアニメ『さばげぶっ！』関連曲                                               |
| 10月22日 | さばげぶっ！ キャラクターソング5 豪徳寺かよ                                                                  | 豪徳寺かよ（東山奈央）、鳳美煌（内山夕実）、春日野うらら（大久保瑠美） | 「銃・ゲーム・モワ・ノン・プリュ」 | テレビアニメ『さばげぶっ！』関連曲                                               |
| 10月29日 | グラスリップ キャラクターソングアルバム 歌声の欠片                                                           | 深水陽菜（東山奈央） | 「恋想チケット」 | テレビアニメ『グラスリップ』関連曲                                               |
| 12月19日 | トリニティセブン エンディング・ソング Theme4 ReSTART "THE WORLD"                                             | TWINKle MAGIC | 「ReSTART "THE WORLD"」 | テレビアニメ『トリニティセブン』エンディングテーマ                               |
| 12月17日 | THE IDOLM@STER CINDERELLA MASTER Cool Jewelries! 002                                                         | 川島瑞樹（東山奈央）、白坂小梅（桜咲千依）、アナスタシア（上坂すみれ）、神谷奈緒（松井恵理子）、北条加蓮（渕上舞） | 「オルゴールの小箱」 「ゴキゲンParty Night」 | ゲーム『アイドルマスター シンデレラガールズ』関連曲                              |
| 12月17日 | THE IDOLM@STER CINDERELLA MASTER Cool Jewelries! 002                                                         | 川島瑞樹（東山奈央） | 「大都会交響楽」 | ゲーム『アイドルマスター シンデレラガールズ』関連曲                              |
| 2015年   | | | |                                                                                  |
| 1月21日  | 愛・天地無用！ BD・DVD第1巻特典CD                                                                            | 川流もも（東山奈央） | 「愛してるって叫びましょ!!」 | テレビアニメ『愛・天地無用！』エンディングテーマ                                 |
| 1月21日  | 愛・天地無用！ BD・DVD第1巻特典CD                                                                            | 川流もも（東山奈央）、鬼ノ城紅（大地葉） | 「キミと見た花 キミと見た空」 | テレビアニメ『愛・天地無用！』エンディングテーマ                                 |
| 2月14日  | みりたりずむ！                                                                                               | ルトガルニコフ中尉（東山奈央） | 「みりたりずむ！ M870ver.」 | テレビアニメ『みりたり！』主題歌                                                 |
| 2月18日  | THE IDOLM@STER CINDERELLA GIRLS ANIMATION PROJECT 01 Star!!                                                  | 高垣楓（早見沙織）、城ヶ崎美嘉（佳村はるか）、小日向美穂（津田美波）、十時愛梨（原田ひとみ）、川島瑞樹（東山奈央）、日野茜（赤﨑千夏）、輿水幸子（竹達彩奈）、佐久間まゆ（牧野由依）、白坂小梅（桜咲千依） | 「お願い！シンデレラ」 | テレビアニメ『アイドルマスター シンデレラガールズ』挿入歌                        |
| 2月25日  | ガールフレンド（仮） BD・DVD第2巻特典CD                                                                      | 相楽エミ（東山奈央） | 「Smile Day」 | テレビアニメ『ガールフレンド（仮）』関連曲                                       |
| 3月18日  | 愛・天地無用！ BD・DVD第3巻特典CD                                                                            | 川流もも（東山奈央）、ハチ子（優木かな）、沙流葉七（M・A・O）、笛山塔里（深田愛衣） | 「Best Party」 | テレビアニメ『愛・天地無用！』エンディングテーマ                                 |
| 3月18日  | 愛・天地無用！ BD・DVD第3巻特典CD                                                                            | 川流もも（東山奈央） | 「もも並木」 | テレビアニメ『愛・天地無用！』エンディングテーマ                                 |
| 3月25日  | 艦娘乃歌 Vol.1                                                                                               | 金剛型四姉妹 | 「進め！金剛型四姉妹」 | テレビアニメ『艦隊これくしょん -艦これ-』挿入歌                                  |
| 3月25日  | 艦娘乃歌 Vol.1                                                                                               | 艦娘特別艦隊 | 「Let's not say "good-bye"」 | テレビアニメ『艦隊これくしょん -艦これ-』エンディングテーマ                      |
| 3月28日  | 紛争の友〜みりたり！サウンドトラック〜                                                                       | ルトガルニコフ中尉（東山奈央） | 「ししゃものうた」 | テレビアニメ『みりたり！』関連曲                                                 |
| 4月1日   | ハロー!!きんいろモザイク キャラクターCD Music Palette 3                                                      | 九条カレン（東山奈央） | 「わたしいろダリア」 | テレビアニメ『ハロー!!きんいろモザイク』関連曲                                   |
| 4月15日  | ツブ★ドル ドラマCD 〜紹介します？舞台裏！〜 主題歌もできたし全国デビューしちゃうよ盤                         | ツブ★ドル | 「ツブ★ドル」 | OVA『ツブ★ドル』主題歌                                                           |
| 4月15日  | ツブ★ドル ドラマCD 〜紹介します？舞台裏！〜 アニメイト限定特典CD                                             | 相模あすか（竹達彩奈）、紫陽たまお（東山奈央）、上溝このみ（石上静香）、鵜野森かえで（大坪由佳）、小田相ゆず（阿東せれな） | 「ツブ★ドル」 | OVA『ツブ★ドル』関連曲                                                           |
| 4月23日  | アイドルマスター シンデレラガールズ BD・DVD 第1巻完全生産限定版特典CD「346Pro IDOL selection vol.1」         | 高垣楓（早見沙織）、川島瑞樹（東山奈央） | 「Nocturne」 | テレビアニメ『アイドルマスター シンデレラガールズ』関連曲                        |
| 4月29日  | 夢色パレード/My Best Friends                                                                                 | Rhodanthe* | 「夢色パレード」 | テレビアニメ『ハロー!!きんいろモザイク』オープニングテーマ                       |
| 4月29日  | 夢色パレード/My Best Friends                                                                                 | Rhodanthe* | 「My Best Friends」 | テレビアニメ『ハロー!!きんいろモザイク』エンディングテーマ                       |
| 6月3日   | エブリデイワールド                                                                                           | 雪ノ下雪乃（早見沙織）、由比ヶ浜結衣（東山奈央） | 「エブリデイワールド」 | テレビアニメ『やはり俺の青春ラブコメはまちがっている。続』エンディングテーマ     |
| 6月17日  | ハロー!!きんいろモザイク サウンドブック また、会えたね。                                                     | Rhodanthe* | 「きらめきいろサマーレインボー」 | テレビアニメ『ハロー!!きんいろモザイク』オープニングテーマ                       |
| 6月24日  | キミとボクのミライ 〜GRANBLUE FANTASY〜                                                                      | ジータ（金元寿子）、ルリア（東山奈央）、ヴィーラ（今井麻美）、マリー（長谷川明子） | 「キミとボクのミライ」 | ゲーム『グランブルーファンタジー』関連曲                                         |
| 6月24日  | ニセコイ: BD・DVD第1巻特典CD                                                                                 | 桐崎千棘（東山奈央）、小野寺小咲（花澤香菜）、鶫誠士郎（小松未可子）、橘万里花（阿澄佳奈） | 「曖昧ヘルツ」 | テレビアニメ『ニセコイ:』エンディングテーマ                                      |
| 7月15日  | Go!プリンセスプリキュア ボーカルアルバム1 つよく、やさしく、美しく。                                         | パフ（東山奈央）、アロマ（古城門志帆） | 「Royal Fairy Courage」 | テレビアニメ『Go!プリンセスプリキュア』関連曲                                    |
| 7月22日  | ニセコイ: BD・DVD第2巻特典CD                                                                                 | 桐崎千棘（東山奈央） | 「Sleep zzz...」 | テレビアニメ『ニセコイ:』エンディングテーマ                                      |
| 8月19日  | ぷりずむコミュニケート                                                                                       | テュカ（金元寿子）、レレイ（東山奈央）、ロゥリィ（種田梨沙） | 「ぷりずむコミュニケート」 | テレビアニメ『GATE 自衛隊 彼の地にて、斯く戦えり』エンディングテーマ             |
| 8月19日  | ぷりずむコミュニケート レレイ盤                                                                              | レレイ（東山奈央） | 「とうめいな、みずうみ」 | テレビアニメ『GATE 自衛隊 彼の地にて、斯く戦えり』関連曲                         |
| 9月2日   | FIRST*MODE                                                                                                   | Rhodanthe* | 「シロツメクサの約束」 「ほしいろサザンクロス」 「にじいろアンダンテ」 | テレビアニメ『ハロー!!きんいろモザイク』関連曲                                   |
| 9月2日   | FIRST*MODE                                                                                                   | 東山奈央 | 「祭りデス☆クリスマス!!」 | テレビアニメ『ハロー!!きんいろモザイク』関連曲                                   |
| 9月16日  | 蒼き鋼のアルペジオ -アルス・ノヴァ- Blue Field キャラクターSongs Vol.2                                       | 八月一日静（東山奈央）、四月一日いおり（津田美波） | 「With you forever」 | テレビアニメ『蒼き鋼のアルペジオ -アルス・ノヴァ-』関連曲                        |
| 9月25日  | 空戦魔導士候補生の教官 BD・DVD第1巻特典CD                                                                    | レクティ（東山奈央） | 「TOO SHY GIRL」 | テレビアニメ『空戦魔導士候補生の教官』関連曲                                     |
| 9月30日  | GATE 自衛隊 彼の地にて、斯く戦えり キャラクターソング・アルバム                                              | レレイ（東山奈央） | 「まっしろの頁」 | テレビアニメ『GATE 自衛隊 彼の地にて、斯く戦えり』関連曲                         |
| 10月28日 | ハロー!!きんいろモザイク BD・DVD第5巻特典CD                                                                  | 九条カレン（東山奈央） | 「ゆめいろハナミズキ」 | テレビアニメ『ハロー!!きんいろモザイク』関連曲                                   |
| 11月25日 | ハロー!!きんいろモザイク BD・DVD第6巻特典CD                                                                  | 大宮忍（西明日香）、アリス・カータレット（田中真奈美）、小路綾（種田梨沙）、猪熊陽子（内山夕実）、九条カレン（東山奈央） | 「せいしゅんいろミモザ」 | テレビアニメ『ハロー!!きんいろモザイク』関連曲                                   |
| 12月16日 | 「初恋の歌」〜LOVE SONGS〜                                                                                   | 柏木遙香（東山奈央） | 「初恋の歌」 | ゲーム『初恋の歌』エンディングテーマ                                             |
| 12月29日 | やはりこのキャラソンはまちがっている。続                                                                     | 雪ノ下雪乃（早見沙織）、由比ヶ浜結衣（東山奈央） | 「変わる空の下」 | テレビアニメ『やはり俺の青春ラブコメはまちがっている。続』関連曲                 |
| 12月29日 | やはりこのキャラソンはまちがっている。続                                                                     | 由比ヶ浜結衣（東山奈央） | 「ハッピーエンドのそばで」 | テレビアニメ『やはり俺の青春ラブコメはまちがっている。続』関連曲                 |
| 2016年   | | | |                                                                                  |
| 1月27日  | いつだってコミュニケーション                                                                                 | テュカ（金元寿子）、レレイ（東山奈央）、ロゥリィ（種田梨沙） | 「いつだってコミュニケーション」 | テレビアニメ『GATE 自衛隊 彼の地にて、斯く戦えり』エンディングテーマ             |
| 1月27日  | いつだってコミュニケーション レレイ盤                                                                        | レレイ（東山奈央） | 「セツナクテ論理」 | テレビアニメ『GATE 自衛隊 彼の地にて、斯く戦えり』関連曲                         |
| 3月16日  | 映画 プリキュアオールスターズ みんなで歌う♪奇跡の魔法！ ミュージカルソングス                                 | 朝日奈みらい（高橋李依）、リコ（堀江由衣）、モフルン（齋藤彩夏）、春野はるか（嶋村侑）、海藤みなみ（浅野真澄）、天ノ川きらら（山村響）、紅城トワ（沢城みゆき）、パフ（東山奈央）、アロマ（古城門志帆） | 「あなたがいるから」 | 劇場アニメ『映画 プリキュアオールスターズ みんなで歌う♪奇跡の魔法！』挿入歌      |
| 4月27日  | STAR☆T | Tiara | 「ハートの軌跡」 | ゲーム『バトルガール ハイスクール』関連曲                                        |
| 5月11日  | ぶぉん！ぶぉん！らいど・おん！                                                                               | 佐倉羽音（上田麗奈）、鈴乃木凜（東山奈央）、天野恩紗（内山夕実）、三ノ輪聖（山口立花子） | 「ぶぉん！ぶぉん！らいど・おん！」 | テレビアニメ『ばくおん!!』エンディングテーマ                                     |
| 5月11日  | ぶぉん！ぶぉん！らいど・おん！                                                                               | 佐倉羽音（上田麗奈）、鈴乃木凜（東山奈央）、天野恩紗（内山夕実）、三ノ輪聖（山口立花子） | 「夕焼けロードウエイ」 | テレビアニメ『ばくおん!!』関連曲                                                 |
| 6月8日   | TVアニメ「ラクエンロジック」キャラソンアルバム「SONGS & MELODY」                                             | 揺音玉姫（種田梨沙）、ヴィーナス（東山奈央） | 「愛が世界を救う♡Love is forever♡」 | テレビアニメ『ラクエンロジック』関連曲                                           |
| 7月13日  | TVアニメ『ばくおん!!』キャラソンミニアルバム                                                                 | 鈴乃木凜（東山奈央） | 「乗りたくて乗りたくて〜LOVE SONG for “S”〜」 | テレビアニメ『ばくおん!!』関連曲                                                 |
| 7月13日  | TVアニメ『ばくおん!!』キャラソンミニアルバム                                                                 | 佐倉羽音（上田麗奈）、鈴乃木凜（東山奈央）、天野恩紗（内山夕実）、三ノ輪聖（山口立花子）、中野千雨（木戸衣吹） | 「ぶぉん！ぶぉん！らいど・おん！（Five Cylinder ver.）」 | テレビアニメ『ばくおん!!』関連曲                                                 |
| 8月10日  | マホウのノート 〜GRANBLUE FANTASY〜                                                                          | ルリア（東山奈央）、シェロカルテ（加藤英美里） | 「マホウのノート」 | ゲーム『グランブルーファンタジー』関連曲                                         |
| 8月24日  | Pop☆Girls!                                                                                                   | ROUGE | 「Unlock」 | ゲーム『バトルガール ハイスクール』関連曲                                        |
| 10月14日 | THE IDOLM@STER CINDERELLA GIRLS 4thLIVE TriCastle Story -Brand new Castle- 会場オリジナルCD 絶対ピンクな小箱 | 川島瑞樹（東山奈央） | 「オルゴールの小箱」 | ゲーム『アイドルマスター シンデレラガールズ』関連曲                              |
| 11月9日  | Happy⋆Pretty⋆Clover                                                                                          | Rhodanthe* | 「Happy⋆Pretty⋆Clover」 | 劇場アニメ『きんいろモザイク Pretty Days』主題歌                                 |
| 11月9日  | Happy⋆Pretty⋆Clover                                                                                          | Rhodanthe* | 「Shining Star」 「Starring!!」 | 劇場アニメ『きんいろモザイク Pretty Days』関連曲                                 |
| 11月23日 | ハッピーアイスクリーム！                                                                                     | チーム フォルトゥーナ | 「ハッピーアイスクリーム！」 | テレビアニメ『ろんぐらいだぁす！』エンディングテーマ                             |
| 11月23日 | Musica Magica                                                                                                | スノーホワイト（東山奈央）、ラ・ピュセル（佐倉綾音） | 「ユメトユメ」 | テレビアニメ『魔法少女育成計画』関連曲                                           |
| 12月7日  | THE IDOLM@STER CINDERELLA GIRLS STARLIGHT MASTER 07 サマカニ!!                                               | 川島瑞樹（東山奈央）、日野茜（赤﨑千夏）、堀裕子（鈴木絵理）、上田鈴帆（春野ななみ）、難波笑美（伊達朱里紗） | 「サマカニ!!（M@STER VERSION）」 | ゲーム『アイドルマスター シンデレラガールズ スターライトステージ』関連曲         |
| 12月9日  | すっPON♡PON JAPAN                                                                                            | メル（東山奈央） | 「すっPON♡PON JAPAN」 「きもち きっと つながるよ。」 | 『ウィッシュミーメル』関連曲                                                     |
| 2017年   | | | |                                                                                  |
| 1月25日  | THE IDOLM@STER CINDERELLA GIRLS VIEWING REVOLUTION Yes! Party Time!!                                         | 川島瑞樹（東山奈央）、小早川紗枝（立花理香）、高垣楓（早見沙織）、高森藍子（金子有希）、十時愛梨（原田ひとみ） | 「GOIN'!!」 | ゲーム『アイドルマスター シンデレラガールズ ビューイングレボリューション』関連曲 |
| 2月1日   | THE IDOLM@STER CINDERELLA GIRLS STARLIGHT MASTER 08 BEYOND THE STARLIGHT                                     | 城ヶ崎莉嘉（山本希望）、緒方智絵里（大空直美）、北条加蓮（渕上舞）、川島瑞樹（東山奈央）、大槻唯（山下七海） | 「BEYOND THE STARLIGHT（M@STER VERSION）」 | ゲーム『アイドルマスター シンデレラガールズ スターライトステージ』関連曲         |
| 2月1日   | True Destiny/Chain the world                                                                                 | ムジカ（東山奈央） | 「風空花人」 | テレビアニメ『チェインクロニクル 〜ヘクセイタスの閃〜』挿入歌                    |
| 2月8日   | THE IDOLM@STER CINDERELLA MASTER EVERMORE                                                                    | アナスタシア（上坂すみれ）、緒方智絵里（大空直美）、神谷奈緒（松井恵理子）、川島瑞樹（東山奈央）、輿水幸子（竹達彩奈）、小早川紗枝（立花理香）、佐久間まゆ（牧野由依）、白坂小梅（桜咲千依）、高森藍子（金子有希）、十時愛梨（原田ひとみ）、日野茜（赤﨑千夏）、北条加蓮（渕上舞）、星輝子（松田颯水）、堀裕子（鈴木絵理）、三村かな子（大坪由佳） | 「ゴキゲンParty Night」 | ゲーム『アイドルマスター シンデレラガールズ』関連曲                              |
| 2月8日   | THE IDOLM@STER CINDERELLA MASTER EVERMORE                                                                    | 大橋彩香、福原綾香、原紗友里、藍原ことみ、青木志貴、青木瑠璃子、飯田友子、五十嵐裕美、今井麻夏、上坂すみれ、内田真礼、桜咲千依、大空直美、大坪由佳、金子真由美、金子有希、木村珠莉、黒沢ともよ、佐藤亜美菜、下地紫野、洲崎綾、鈴木絵理、髙野麻美、高森奈津美、立花理香、種﨑敦美、千菅春香、東山奈央、長島光那、原優子、早見沙織、春瀬なつみ、渕上舞、牧野由依、松井恵理子、松嵜麗、三宅麻理恵、村中知、杜野まこ、安野希世乃、山下七海、山本希望、佳村はるか、ルゥティン、和氣あず未 | 「EVERMORE（4thLIVE MIX）」 | ゲーム『アイドルマスター シンデレラガールズ』関連曲                              |
| 2月22日  | 何度だって、好き。〜告白実行委員会〜                                                                         | HoneyWorks feat. 高見沢アリサ（東山奈央） | 「ハートの主張」 | 『告白実行委員会〜恋愛シリーズ〜』関連曲                                         |
| 2月22日  | 「この美術部には問題がある！」BD・DVD第6巻 キャラクターソングCD vol.2                                        | 宇佐美みずき（小澤亜李）、コレット（上坂すみれ）、伊万莉まりあ（東山奈央）、立花夢子（水樹奈々） | 「ココロ*パレット (合唱 ver.)」 | テレビアニメ『この美術部には問題がある！』関連曲                                 |
| 2月22日  | 「この美術部には問題がある！」BD・DVD第6巻 キャラクターソングCD vol.2                                        | 伊万莉まりあ（東山奈央） | 「未来への扉」 | テレビアニメ『この美術部には問題がある！』関連曲                                 |
| 3月15日  | TVアニメーション「チェインクロニクル ~ヘクセイタスの閃~」オリジナルサウンドトラック                          | ムジカ（東山奈央） | 「真実の詩」 | アニメ『チェインクロニクル 〜ヘクセイタスの閃〜』挿入歌                          |
| 3月22日  | 我武者羅彡ガール                                                                                             | ミカリナ | 「我武者羅彡ガール」 | テレビアニメ『アイドル事変』挿入歌                                               |
| 3月22日  | 我武者羅彡ガール                                                                                             | ミカリナ | 「電子レンジでチンしてね」 | ゲーム『アイドル事変』関連曲                                                     |
| 4月6日   | - | メル（東山奈央） | 「メルのサンリオかわいいおぼえうた」 | 『ウィッシュミーメル』関連曲                                                     |
| 4月19日  | ガールフレンド（仮） キャラクターソングシリーズ Vol.04                                                       | 佐伯鞠香（伊藤かな恵）、相楽エミ（東山奈央）、椎名心実（佐藤聡美） | 「今輝く日々」 | ゲーム『ガールフレンド（仮）』関連曲                                             |
| 6月21日  | ガールフレンド（仮） キャラクターソングシリーズ Vol.06                                                       | 加賀美茉莉（釘宮理恵）、相楽エミ（東山奈央）、鈴河凜乃（加藤英美里） | 「熱中夢中☆Diary」 | ゲーム『ガールフレンド（仮）』関連曲                                             |
| 6月24日  | THE IDOLM@STER CINDERELLA GIRLS 5thLIVE TOUR Serendipity Parade!!! 静岡・幕張・福岡 会場オリジナルCD         | 川島瑞樹（東山奈央） | 「サマカニ!!（M@STER VERSION）」 「BEYOND THE STARLIGHT（M@STER VERSION）」 | ゲーム『アイドルマスター シンデレラガールズ スターライトステージ』関連曲         |
| 7月26日  | ホシノキズナ                                                                                                 | 神樹ヶ峰女学園星守クラス | 「ホシノキズナ」 | テレビアニメ『バトルガール ハイスクール』オープニングテーマ                      |
| 8月23日  | TVアニメ「艦隊これくしょん -艦これ-」キャラクターソング “艦娘乃歌” Vol.2                                     | 愛宕（東山奈央） | 「ぱん☆ぱか☆ぱーん♪」 | テレビアニメ『艦隊これくしょん -艦これ-』関連曲                                  |
| 9月20日  | プリンセスコネクト！Re:Dive PRICONNE CHARACTER SONG 01                                                       | ユイ（種田梨沙）、ヒヨリ（東山奈央）、レイ（早見沙織） | 「つなぐもの」 | ゲーム『プリンセスコネクト！』テーマソング                                       |
| 11月8日  | THE IDOLM@STER CINDERELLA GIRLS STARLIGHT MASTER 14 情熱ファンファンファーレ                                 | 高垣楓（早見沙織）、川島瑞樹（東山奈央）、松永涼（千菅春香）、速水奏（飯田友子）、新田美波（洲崎綾） | 「Nocturne」 | ゲーム『アイドルマスター シンデレラガールズ スターライトステージ』関連曲         |
| 12月20日 | バトルガール ハイスクール BD・DVD第2巻特典CD                                                                 | 天野望（東山奈央） | 「ホシノキズナ」 「ハートの軌跡」 「Unlock」 「Dear Dreamer」 | テレビアニメ『バトルガール ハイスクール』関連曲                                  |
| 12月22日 | OVER THE SKY 〜GRANBLUE FANTASY〜                                                                            | グラン（小野友樹）、ジータ（金元寿子）、ルリア（東山奈央）、ビィ（釘宮理恵） | 「OVER THE SKY」 | ゲーム『グランブルーファンタジー』関連曲                                         |
| 12月22日 | OVER THE SKY 〜GRANBLUE FANTASY〜                                                                            | グラン（小野友樹）、ルリア（東山奈央） | 「OVER THE SKY」 | ゲーム『グランブルーファンタジー』関連曲                                         |
| 12月22日 | OVER THE SKY 〜GRANBLUE FANTASY〜                                                                            | ジータ（金元寿子）、ルリア（東山奈央） | 「OVER THE SKY」 | ゲーム『グランブルーファンタジー』関連曲                                         |
| 2018年   | | | |                                                                                  |
| 3月7日   | 永遠にシンデレラメイト                                                                                       | ツブ★ドル | 「永遠にシンデレラメイト」 | OVA『ツブ★ドル』関連曲                                                           |
| 4月18日  | THE IDOLM@STER CINDERELLA GIRLS STARLIGHT MASTER 16 ∀NSWER                                                   | 川島瑞樹（東山奈央） | 「Dreaming of you」 | ゲーム『アイドルマスター シンデレラガールズ スターライトステージ』関連曲         |
| 5月30日  | 太鼓の達人 オリジナルサウンドトラック りんごあめ                                                             | ソプラノ姫 (東山奈央) | 「キミと響くハーモニー 」 | ゲーム『太鼓の達人』関連曲                                                       |
| 8月24日  | ヤマノススメ サードシーズン キャラクターソングミニアルバム                                                   | ほのか（東山奈央） | 「テンダー・ファインダー」 | テレビアニメ『ヤマノススメ サードシーズン』関連曲                                |
| 10月3日  | 不可思議のカルテ                                                                                             | 桜島麻衣（瀬戸麻沙美）、古賀朋絵（東山奈央）、双葉理央（種﨑敦美）、豊浜のどか（内田真礼）、梓川かえで（久保ユリカ）、牧之原翔子（水瀬いのり） | 「不可思議のカルテ」 | テレビアニメ『青春ブタ野郎はバニーガール先輩の夢を見ない』エンディングテーマ     |
| 11月28日 | KI-te MI-te HIT PARADE!                                                                                      | パーリィ☆フェアリィ | 「KI-te MI-te HIT PARADE!」 | テレビアニメ『叛逆性ミリオンアーサー』エンディングテーマ                         |
| 12月28日 | アイドルマスター シンデレラガールズ After20 第2巻特別版特典CD                                                | 川島瑞樹（東山奈央）、三船美優（原田彩楓） | 「オルゴールの小箱」 | 漫画『アイドルマスター シンデレラガールズ After20』関連曲                        |
| 12月28日 | アイドルマスター シンデレラガールズ After20 第2巻特別版特典CD                                                | 片桐早苗（和氣あず未）、川島瑞樹（東山奈央）、高垣楓（早見沙織） | 「命燃やして恋せよ乙女」 | 漫画『アイドルマスター シンデレラガールズ After20』関連曲                        |
| 2019年   | | | |                                                                                  |
| 2月6日   | 青春ブタ野郎はバニーガール先輩の夢を見ない BD・DVD第2巻特典CD                                                | 古賀朋絵（東山奈央） | 「不可思議のカルテ」 | テレビアニメ『青春ブタ野郎はバニーガール先輩の夢を見ない』エンディングテーマ     |
| 2月6日   | Harmony | Rhodanthe* | 「Harmony」 | 『きんいろモザイク』関連曲                                                       |
| 3月29日  | OVER THE TRINITY                                                                                             | √venustas | 「OVER THE TRINITY」 | 劇場アニメ『劇場版 トリニティセブン -天空図書館と真紅の魔王-』挿入歌             |
| 3月29日  | OVER THE TRINITY                                                                                             | リーゼロッテ＝シャルロック（東山奈央） | 「OVER THE TRINITY (Logos Art Form)」 | 劇場アニメ『劇場版 トリニティセブン -天空図書館と真紅の魔王-』関連曲             |
| 5月1日   | THE IDOLM@STER CINDERELLA GIRLS STARLIGHT MASTER 28 凸凹スピードスター                                       | 前川みく（高森奈津美）、川島瑞樹（東山奈央）、白坂小梅（桜咲千依）、三村かな子（大坪由佳） | 「キミとボクのミライ」 | ゲーム『アイドルマスター シンデレラガールズ スターライトステージ』関連曲         |
| 5月22日  | PEARLY×PARTY                                                                                                 | パーリィ☆フェアリィ | 「PEARLY×PARTY」 | テレビアニメ『叛逆性ミリオンアーサー』エンディングテーマ                         |
| 9月11日  | 新ワールドウィッチーズシリーズ秘め歌コレクション特別版 ディジョン篇                                          | ジーナ・プレディ（東山奈央） | 「falcon eyes」 | 『ワールドウィッチーズ』関連曲                                                   |
| 10月30日 | プリンセスコネクト！Re:Dive PRICONNE CHARACTER SONG 10                                                       | ユイ（種田梨沙）、ヒヨリ（東山奈央）、レイ（早見沙織） | 「TwinkleStars」 | ゲーム『プリンセスコネクト！Re:Dive』挿入歌                                      |
| 11月27日 | 青春ブタ野郎はゆめみる少女の夢を見ない BD・DVD特典 Original Soundtrack                                       | 桜島麻衣（瀬戸麻沙美）、古賀朋絵（東山奈央）、双葉理央（種﨑敦美）、豊浜のどか（内田真礼）、梓川かえで（久保ユリカ）、牧之原翔子（水瀬いのり） | 「不可思議のカルテ movie ver.」 | 劇場アニメ『青春ブタ野郎はゆめみる少女の夢を見ない』エンディングテーマ           |
| 12月25日 | Mai Kuraki Single Collection 〜Chance for you〜【Merci Edition】                                             | 倉木麻衣、メル（東山奈央） | 「chance for you 〜Merci ver.〜」 | 『ウィッシュミーメル』関連曲                                                     |
| 2020年   | | | |                                                                                  |
| 1月15日  | 好きすぎてやばい。〜告白実行委員会キャラクターソング集〜                                                     | HoneyWorks feat. 高見沢アリサ（東山奈央） | 「生意気ハニー-another story-」 | 『告白実行委員会〜恋愛シリーズ〜』関連曲                                         |
| 3月25日  | プリンセスコネクト！Re:Dive PRICONNE CHARACTER SONG 13                                                       | ペコリーヌ（M・A・O）、コッコロ（伊藤美来）、キャル（立花理香）、ユイ（種田梨沙）、ヒヨリ（東山奈央）、レイ（早見沙織）、シェフィ（近藤玲奈） | 「Mirage Game」 | ゲーム『プリンセスコネクト！Re:Dive』第2部メインテーマ                           |
| 3月25日  | 恋する小惑星 サウンドコレクション                                                                            | 桜井美景（東山奈央） | 「ちっぽけな願いごと」 | テレビアニメ『恋する小惑星』関連曲                                               |
| 4月22日  | THE IDOLM@STER CINDERELLA GIRLS STARLIGHT MASTER for the NEXT! 07 Gaze and Gaze                              | 川島瑞樹（東山奈央）、村上巴（花井美春） | 「Gaze and Gaze（M@STER VERSION）」 | ゲーム『アイドルマスター シンデレラガールズ スターライトステージ』関連曲         |
| 4月22日  | THE IDOLM@STER CINDERELLA GIRLS STARLIGHT MASTER for the NEXT! 07 Gaze and Gaze                              | 川島瑞樹（東山奈央） | 「Gaze and Gaze（M@STER VERSION）」 | ゲーム『アイドルマスター シンデレラガールズ スターライトステージ』関連曲         |
| 5月20日  | 魔入りました！入間くん ミュージックコレクション 悪MAX!!!                                                     | くろむ（東山奈央）、イルミ（村瀬歩） | 「キミの小悪魔黙示録」 | テレビアニメ『魔入りました！入間くん』挿入歌                                     |
| 5月27日  | 俺を好きなのはお前だけかよ BD・DVD第5巻特典CD                                                                | ツバキ（東山奈央） | 「365ワンダーランド」 | テレビアニメ『俺を好きなのはお前だけかよ』関連曲                                 |
| 6月10日  | THE IDOLM@STER CINDERELLA GIRLS STARLIGHT MASTER 39 O-Ku-Ri-Mo-No Sunday!                                    | 川島瑞樹（東山奈央） | 「Hello Especially」 | ゲーム『アイドルマスター シンデレラガールズ スターライトステージ』関連曲         |
| 7月15日  | ダイヤモンドの純度                                                                                           | 雪ノ下雪乃（早見沙織）、由比ヶ浜結衣（東山奈央） | 「ダイヤモンドの純度」 | テレビアニメ『やはり俺の青春ラブコメはまちがっている。完』エンディングテーマ     |
| 7月15日  | ダイヤモンドの純度                                                                                           | 由比ヶ浜結衣（東山奈央） | 「ダイヤモンドの純度 〜Yui Ballade〜」 | テレビアニメ『やはり俺の青春ラブコメはまちがっている。完』エンディングテーマ     |
| 9月16日  | THE IDOLM@STER CINDERELLA GIRLS STARLIGHT MASTER GOLD RUSH! 01 Go Just Go!                                   | 夢見りあむ（星希成奏）、大槻唯（山下七海）、北条加蓮（渕上舞）、佐藤心（花守ゆみり）、一ノ瀬志希（藍原ことみ）、鷹富士茄子（森下来奈）、棟方愛海（藤本彩花）、川島瑞樹（東山奈央）、五十嵐響子（種﨑敦美） | 「Go Just Go!（M@STER VERSION）」 | ゲーム『アイドルマスター シンデレラガールズ スターライトステージ』関連曲         |
| 9月16日  | THE IDOLM@STER CINDERELLA GIRLS STARLIGHT MASTER GOLD RUSH! 01 Go Just Go!                                   | 川島瑞樹（東山奈央） | 「Go Just Go!（M@STER VERSION）」 | ゲーム『アイドルマスター シンデレラガールズ スターライトステージ』関連曲         |
| 10月22日 | Wonderful Future                                                                                             | 大帝國華撃団B.L.A.C.K. | 「Wonderful Future」 | ゲーム『サクラ革命 〜華咲く乙女たち〜』関連曲                                    |
| 11月25日 | KanColle Memorial Compilation                                                                                | 榛名（東山奈央） | 「榛名の時間」 | ゲーム『艦隊これくしょん -艦これ-』関連曲                                        |
| 11月27日 | やはりこのキャラソンはまちがっている。完                                                                     | 由比ヶ浜結衣（東山奈央） | 「Lの感情」 | テレビアニメ『やはり俺の青春ラブコメはまちがっている。完』関連曲                 |
| 12月23日 | 彼女、お借りします BD第3巻特典CD                                                                             | 更科瑠夏（東山奈央） | 「Favorite Lover」 「彼女宣言」 | テレビアニメ『彼女、お借りします』関連曲                                         |
| 2021年   | | | |                                                                                  |
| 1月27日  | 彼女、お借りします ゲーマーズ全巻購入特典CD                                                                  | 水原千鶴（雨宮天）、七海麻美（悠木碧）、更科瑠夏（東山奈央）、桜沢墨（高橋李依） | 「Favorite Lover」 | テレビアニメ『彼女、お借りします』関連曲                                         |
| 1月27日  | PHANTASY STAR ONLINE 2 キャラクターソングCD〜Song Festival〜VI 豪華盤                                        | マルガレータ（東山奈央） | 「マジェスティックエンターテイメント」 | ゲーム『ファンタシースターオンライン2』関連曲                                    |
| 2月17日  | 魔法科高校の劣等生 来訪者編 BD・DVD第3巻特典CD                                                               | 光井ほのか（雨宮天）、ピクシー（東山奈央） | 「ハートRe:boot」 | テレビアニメ『魔法科高校の劣等生 来訪者編』関連曲                                |
| 6月2日   | Fate/Grand Carnival 1st Season 完全生産限定版特典CD                                                          | マシュ・キリエライト（高橋李依）、ニトクリス（田中美海）、エリザベート・バートリー（大久保瑠美）、酒呑童子（悠木碧）、茨木童子（東山奈央）、女王メイヴ（佐倉綾音）、アタランテ（早見沙織）、謎のヒロインX（川澄綾子）、イシュタル（植田佳奈）、ネロ・クラウディウス（丹下桜）、シトナイ（門脇舞以） | 「すーぱー☆あふぇくしょん」 | OVA『Fate/Grand Carnival』テーマソング                                           |
| 8月18日  | きんいろローダンセ                                                                                           | Rhodanthe* | 「きんいろローダンセ」 | 劇場アニメ『劇場版 きんいろモザイク Thank You!!』主題歌                          |
| 8月18日  | きんいろローダンセ                                                                                           | Rhodanthe* | 「Cheers」 「Thank You for Your Smile」 | 『きんいろモザイク』関連曲                                                       |
| 8月18日  | 大感謝 | Rhodanthe* | 「シロツメクサの約束 -Garland Ver.-」 「Happy★Pretty★Clover -Garland Ver.-」 「さつきいろハルジオン -Garland Ver.-」 「Jumping!! -Garland Ver.-」 「Starring -Garland Ver.-」 「にじいろアンダンテ -Garland Ver.-」 「Shining Star -Garland Ver.-」 「さくらいろチェリッシュ -Garland Ver.-」 「Your Voice -Garland Ver.-」 「夢色パレード -Garland Ver.-」 「ほしいろサザンクロス -Garland Ver.-」 「きらめきいろサマーレインボー -Garland Ver.-」 「せいしゅんいろミモザ -Garland Ver.-」 「My Best Friends -Garland Ver.-」 「ぎんいろスノウドロップ -Garland Ver.-」 | 『きんいろモザイク』関連曲                                                       |
| 9月1日   | 魔入りました！入間くん ミュージックコレクション 悪MAX!!! Vol.2                                               | くろむ（東山奈央） | 「恋する乙女は最強無敵」 | テレビアニメ『魔入りました！入間くん』第2シリーズ挿入歌                          |
| 9月28日  | プリンセスコネクト！Re:Dive PRICONNE CHARACTER SONG 29                                                       | ユイ（種田梨沙）、ヒヨリ（東山奈央）、レイ（早見沙織） | 「Secret Star」 | ゲーム『プリンセスコネクト！Re:Dive』挿入歌                                      |
| 9月28日  | プリンセスコネクト！Re:Dive PRICONNE CHARACTER SONG 29                                                       | ヒヨリ（東山奈央） | 「Secret Star」 | ゲーム『プリンセスコネクト！Re:Dive』関連曲                                      |
| 9月30日  | 神クズ☆アイドル BD 第1巻 特典CD                                                                              | 最上アサヒ（東山奈央） | 「ハレラルラ」 | テレビアニメ『神クズ☆アイドル』エンディングテーマ                                |
| 10月20日 | 劇場版マクロスΔ 絶対LIVE!!!!!! オリジナルサウンドトラック                                                    | Yami_Q_ray | 「Glow in the dark」 「Diva in Abyss」 「綺麗な花には毒がある」 | 劇場アニメ『劇場版マクロスΔ 絶対LIVE!!!!!!』挿入歌                               |
| 10月20日 | 劇場版マクロスΔ 絶対LIVE!!!!!! オリジナルサウンドトラック                                                    | ハインツ（メロディー・チューバック）、Yami_Q_ray | 「Heinz vs.Yami_Q_ray」 | 劇場アニメ『劇場版マクロスΔ 絶対LIVE!!!!!!』挿入歌                               |
| 11月24日 | THE IDOLM@STER CINDERELLA MASTER EVERLASTING                                                                 | 本田未央（原紗友里）、辻野あかり（梅澤めぐ）、双葉杏（五十嵐裕美）、木村夏樹（安野希世乃）、アナスタシア（上坂すみれ）、ナターリア（生田輝）、 橘ありす（佐藤亜美菜）、輿水幸子（竹達彩奈）、依田芳乃（高田憂希）、川島瑞樹（東山奈央） | 「EVERLASTING（M@STER VERSION）」 | ゲーム『アイドルマスター シンデレラガールズ』関連曲                              |
| 11月24日 | THE IDOLM@STER CINDERELLA MASTER EVERLASTING                                                                 | 川島瑞樹（東山奈央） | 「EVERLASTING（M@STER VERSION）」 | ゲーム『アイドルマスター シンデレラガールズ』関連曲                              |
| 2023年   | | | |                                                                                  |
| 3月15日  | ねぇ、好きって痛いよ。 〜告白実行委員会キャラクターソング集〜                                                | HoneyWorks feat. 高見沢アリサ（東山奈央） | 「男の子の目的は何？」 | 『告白実行委員会〜恋愛シリーズ〜』関連曲                                         |
| 3月29日  | ウマ娘 プリティーダービー WINNING LIVE 11                                                                    | スペシャルウィーク（和氣あず未）、トウカイテイオー（Machico）、テイエムオペラオー（徳井青空）、ナリタブライアン（衣川里佳）、シンボリルドルフ（田所あずさ）、マヤノトップガン（星谷美緒）、マンハッタンカフェ（小倉唯）、アグネスタキオン（上坂すみれ）、アドマイヤベガ（咲々木瞳）、マーベラスサンデー（三宅麻理恵）、ミスターシービー（天海由梨奈）、ツインターボ（花井美春）、サトノダイヤモンド（立花日菜）、キタサンブラック（矢野妃菜喜）、サクラローレル（真野美月）、ナリタトップロード（中村カンナ）、シンボリクリスエス（春川芽生）、タニノギムレット（松岡美里）、メジロラモーヌ（東山奈央）、サトノクラウン（鈴代紗弓）、シュヴァルグラン（夏吉ゆうこ）、ジャングルポケット（藤本侑里） 、カツラギエース（藤原夏海）                                                   | 「DRAMATIC JOURNEY」 | ゲーム『ウマ娘 プリティーダービー』関連曲                                        |
| 3月29日  | ウマ娘 プリティーダービー WINNING LIVE 11                                                                    | スペシャルウィーク（和氣あず未）、トウカイテイオー（Machico）、ウオッカ（大橋彩香）、テイエムオペラオー（徳井青空）、ナリタブライアン（衣川里佳）、シンボリルドルフ（田所あずさ）、マヤノトップガン（星谷美緒）、マンハッタンカフェ（小倉唯）、アグネスタキオン（上坂すみれ）、アドマイヤベガ（咲々木瞳）、マーベラスサンデー （三宅麻理恵）、ミスターシービー（天海由梨奈）、ツインターボ（花井美春）、サトノダイヤモンド（立花日菜）、キタサンブラック（矢野妃菜喜）、ツルマルツヨシ（青山吉能）、サクラローレル（真野美月）、ナリタトップロード（中村カンナ）、シンボリクリスエス（春川芽生）、タニノギムレット（松岡美里）、メジロラモーヌ（東山奈央）、サトノクラウン（鈴代紗弓）、シュヴァルグラン（夏吉ゆうこ）、ジャングルポケット（藤本侑里）、カツラギエース（藤原夏海） | 「うまぴょい伝説」 | ゲーム『ウマ娘 プリティーダービー』関連曲                                        |
| 3月29日  | TVアニメ「スパイ教室」スペシャルエンディングテーマCD File.01                                                 | ジビア（東山奈央） | 「DON'T」 | テレビアニメ『スパイ教室』エンディングテーマ                                     |
| 7月      | ワンダー・ファニー・ハーモニー                                                                               | サクラコ（加隈亜衣）、ヒナタ（日高里菜）、マリー（小澤亜李）、ウイ（後藤沙緒里）、シミコ（富田美憂）、ヒフミ（本渡楓）、アズサ（種田梨沙）、ハナコ（豊田萌絵）、コハル（赤尾ひかる）、ミカ（東山奈央）、ツルギ（小林ゆう）、イチカ（鷲見友美ジェナ） | 「ワンダー・ファニー・ハーモニー」 | Webアニメ『ブルーアーカイブ 2.5周年記念ショートアニメーション』主題歌            |
| 11月28日 | 彼女、お借りします 〜水平線と水着の彼女〜 限定盤特典サウンドトラック                                         | 水原千鶴（雨宮天）、七海麻美（悠木碧）、更科瑠夏（東山奈央）、桜沢墨（高橋李依）、八重森みに（芹澤優） | 「サイダーの向こう」 | ゲーム『彼女、お借りします 〜水平線と水着の彼女〜』オープニングテーマ            |
| 11月28日 | 彼女、お借りします 〜水平線と水着の彼女〜 限定盤特典サウンドトラック                                         | 更科瑠夏（東山奈央） | 「サイダーの向こう -更科瑠夏 ver.-」 | ゲーム『彼女、お借りします 〜水平線と水着の彼女〜』関連曲                        |
| 2024年   | | | |                                                                                  |
| 11月20日 | BRAIN HACK                                                                                                   | Parabola | 「BRAIN HACK」 「勇者 －アカペラアレンジver.－」 | 『うたごえはミルフィーユ』関連曲                                                 |
| 2025年   | | | |                                                                                  |
| 4月9日   | ウマ娘 プリティーダービー WINNING LIVE 26                                                                    | ウマ娘 | 「Legend-Changer」 | ゲーム『ウマ娘 プリティーダービー』関連曲                                        |
| 4月9日   | ウマ娘 プリティーダービー WINNING LIVE 26                                                                    | ウマ娘 | 「うまぴょい伝説」 | ゲーム『ウマ娘 プリティーダービー』関連曲                                        |
| 4月23日  | うたごえハイシックス/STAY GOLD                                                                               | Parabola | 「STAY GOLD」 | 『うたごえはミルフィーユ』関連曲                                                 |
| 5月21日  | THE IDOLM@STER CINDERELLA GIRLS STARLIGHT MASTER CRYSTAL QUALIA 05 スマイルファンタジー                      | 道明寺歌鈴（新田ひより）、鷹富士茄子（森下来奈）、城ヶ崎莉嘉（山本希望）、川島瑞樹（東山奈央）、アナスタシア（上坂すみれ） | 「スマイルファンタジー（M@STER VERSION）」 | ゲーム『アイドルマスター シンデレラガールズ スターライトステージ』関連曲         |
| 5月21日  | THE IDOLM@STER CINDERELLA GIRLS STARLIGHT MASTER CRYSTAL QUALIA 05 スマイルファンタジー                      | 川島瑞樹（東山奈央） | 「スマイルファンタジー（M@STER VERSION）」 | ゲーム『アイドルマスター シンデレラガールズ スターライトステージ』関連曲         |
| 7月9日   | ウマ娘 プリティーダービー WINNING LIVE 28                                                                    | デアリングタクト（羊宮妃那）、メジロラモーヌ（東山奈央）、ヴィブロス（伊藤彩沙）、スティルインラブ（宮下早紀）、ジェンティルドンナ（芹澤優）、アーモンドアイ（石原夏織）、グランアレグリア（夏目妃菜）、ラヴズオンリーユー（久保田未夢）、クロノジェネシス（真名瀬日和） | 「黎明に咲く華」 | ゲーム『ウマ娘 プリティーダービー』関連曲                                        |
| 7月9日   | ウマ娘 プリティーダービー WINNING LIVE 28                                                                    | ウマ娘 | 「うまぴょい伝説」 | ゲーム『ウマ娘 プリティーダービー』関連曲                                        |

### その他参加作品
| 発売日         | 商品名                                        | 歌                         | 楽曲                                               | 備考 |
| -------------- | --------------------------------------------- | -------------------------- | -------------------------------------------------- | --- |
| 2013年5月21日  | スナイパイ72 - 君はYes! -                     | Nao Tohyama                | 「君はYes!」                                       | パチスロ『スナイパイ72』主題歌                                                                                          |
| 2016年1月27日  | Q-MHz                                         | Q-MHz featuring 東山奈央   | 「手探りで今のなかを」 「I, my, me, our Mulberry」 | |
| 2017年12月22日 | GRANBLUE FANTASY ORIGINAL SOUNDTRACKS Lyria   | 東山奈央                   | 「Lyria」                                          | ゲーム『グランブルーファンタジー』劇中歌                                                                                |
| 2019年5月1日   | GRANBLUE FANTASY ORIGINAL SOUNDTRACKS Promise | 東山奈央                   | 「Sky Journey」                                    | ゲーム『グランブルーファンタジー』劇中歌                                                                                |
| 2024年5月22日  | 魔王/Amateras                                 | BURNOUT SYNDROMES×東山奈央 | 「魔王」                                           | テレビアニメ『魔王学院の不適合者 II 〜史上最強の魔王の始祖、転生して子孫たちの学校へ通う〜』第2クールオープニングテーマ |

## ライブ・イベント

### 合同ライブ
| 出演日              | タイトル                                                                                          | 会場                                     |
| ------------------- | ------------------------------------------------------------------------------------------------- | ---------------------------------------- |
| 2012年10月28日      | 咲-Saki-フェス 四角い宇宙でSquarePanic!                                                           | 中野サンプラザ（東京都）                 |
| 2013年4月21日       | ハヤテのごとく!×神のみぞ知るセカイ・ジョイントコンサート2013 『本日、満開桜色!』                  | パシフィコ横浜・国立大ホール（神奈川県） |
| 2013年11月23日      | ANIMAX MUSIX 2013                                                                                 | 横浜アリーナ（神奈川県）                 |
| 2014年5月4日        | Rhodanthe* Special Live 2014 ハロー * コンニチハ!!                                                | Zepp Tokyo（東京都）                     |
| 2014年11月30日      | THE IDOLM@STER CINDERELLA GIRLS 2ndLIVE PARTY M@GIC!!                                             | 国立代々木第一体育館（東京都）           |
| 2014年12月7日       | アニうた KITAKYUSHU 2014                                                                          | 西日本総合展示場（福岡県）               |
| 2015年8月30日       | Animelo Summer Live 2015 -GATE-                                                                   | さいたまスーパーアリーナ（埼玉県）       |
| 2015年11月29日      | THE IDOLM@STER CINDERELLA GIRLS 3rdLIVE シンデレラの舞踏会 - Power of Smile -                     | 幕張メッセ国際展示場9-11ホール（千葉県） |
| 2016年1月1日        | Rhodanthe* New Year Concert 2016「FIRST*MODE」                                                    | 東京国際フォーラムホールA（東京都）      |
| 2016年10月16日      | THE IDOLM@STER CINDERELLA GIRLS 4thLIVE TriCastle Story 346 Castle                                | さいたまスーパーアリーナ（埼玉県）       |
| 2017年5月13日・14日 | THE IDOLM@STER CINDERELLA GIRLS 5thLIVE TOUR Serendipity Parade!!! 宮城公演                       | セキスイハイムスーパーアリーナ（宮城県） |
| 2017年8月13日       | THE IDOLM@STER CINDERELLA GIRLS 5thLIVE TOUR Serendipity Parade!!! さいたまスーパーアリーナ公演   | さいたまスーパーアリーナ（埼玉県）       |
| 2017年8月26日       | Animelo Summer Live 2017 -THE CARD-                                                               | さいたまスーパーアリーナ（埼玉県）       |
| 2017年11月23日      | ANIMAX MUSIX 2017 YOKOHAMA                                                                        | 横浜アリーナ（神奈川県）                 |
| 2018年8月26日       | Animelo Summer Live 2018 "OK!"                                                                    | さいたまスーパーアリーナ（埼玉県）       |
| 2018年11月10日      | THE IDOLM@STER CINDERELLA GIRLS 6thLIVE MERRY-GO-ROUNDOME!!!                                      | メットライフドーム（埼玉県）             |
| 2019年2月24日       | Nao Toyama Special Live in C3AFA Hong Kong 2019                                                   | 香港會議展覽中心（香港）                 |
| 2019年8月30日       | Animelo Summer Live 2019 -STORY-                                                                  | さいたまスーパーアリーナ（埼玉県）       |
| 2019年10月5日・6日  | フライングドッグ十周年記念 LIVE犬フェス2                                                          | 豊洲PIT（東京都）                        |
| 2020年2月15日・16日 | THE IDOLM@STER CINDERELLA GIRLS 7thLIVE TOUR Special 3chord♪ Glowing Rock!                        | 京セラドーム大阪（大阪府）               |
| 2021年2月27日       | リスアニ! LIVE 2021                                                                               | 日本武道館（東京都）                     |
| 2021年6月19日       | EJ My Girl Festival 2021                                                                          | 舞浜アンフィシアター（千葉県）           |
| 2021年8月28日       | Animelo Summer Live 2021 -COLORS-                                                                 | さいたまスーパーアリーナ（埼玉県）       |
| 2021年10月2日・3日  | THE IDOLM@STER CINDERELLA GIRLS 10th ANNIVERSARY M@GICAL WONDERLAND TOUR!!! MerryMaerchen Land    | 西日本総合展示場 新館（福岡県）          |
| 2021年11月20日      | ANIMAX MUSIX 2021                                                                                 | 横浜アリーナ（神奈川県）                 |
| 2022年1月23日       | リスアニ! LIVE 2022 SUNDAY STAGE                                                                  | 日本武道館（東京都)                      |
| 2022年4月2日        | THE IDOLM@STER CINDERELLA GIRLS 10th ANNIVERSARY M@GICAL WONDERLAND!!!                            | ベルーナドーム（埼玉県）                 |
| 2022年5月8日        | Rhodanthe* Music Festival 2022 大感謝!!                                                           | ぴあアリーナMM（神奈川県）               |
| 2022年8月26日       | Animelo Summer Live 2022 -Sparkle-                                                                | さいたまスーパーアリーナ（埼玉県）       |
| 2023年2月11日       | THE IDOLM@STER M@STERS OF IDOL WORLD!!!!! 2023                                                    | 東京ドーム（東京都）                     |
| 2023年8月27日       | Animelo Summer Live 2023 -AXEL-                                                                   | さいたまスーパーアリーナ (埼玉県）       |
| 2023年11月18日      | ANIMAX MUSIX 2023                                                                                 | 横浜アリーナ（神奈川県）                 |
| 2024年9月1日        | Animelo Summer Live 2024 -Stargazer-                                                              | さいたまスーパーアリーナ (埼玉県）       |
| 2025年5月24日       | ウマ娘 プリティーダービー 6th EVENT The New Frontier                                              | さいたまスーパーアリーナ (埼玉県）       |
| 2025年6月28日・29日 | THE IDOLM@STER CINDERELLA GIRLS STARLIGHT STAGE 10th ANNIVERSARY TOUR Let’s AMUSEMENT!!! 福岡公演 | マリンメッセ福岡（福岡県）               |

## 書籍

### オフィシャルブック
- 東山奈央オフィシャルブック NOW loading…（太田出版、2022年3月10日発売、ISBN 978-4-77-831800-0）